# تأمين
التأمين أو نِظَامُ التأمين أو الضَّمَان هو وسيلةٌ لِمُواجهة المخاطر التي يتعرَّض لها الإنسان في كيانه أو أمواله أثناء فترة حياته في سبيل التخفيف من وطأتها. جوهرُ هذه الوسيلة هو التعاون الذي يتحقق باشتراك الأشخاص المُعرَّضين لِذات الخطر في مُواجهة الآثار التي تنجم عن تحقيقه بالنسبة لِبعضهم، وذلك بدفع كل منهم لاشتراك أو لقسطٍ، وتُجمَّع المبالغ المُتحصِّلة ثُمَّ تُوزَّع على من تحلُّ بهم الكارثة. وبهذا تُحقق آثار الكارثة على المُشتركين في تحقيق هذا التعاون. فالتأمين هو واقعٌ عمليّ، وهو من أفضل الوسائل التي تُمكِّنُ الإنسان من التخفيف من آثار الكوارث، سواء وقعت هذه الكوارث بفعل الشخص نفسه، بتقصيرٍ منهُ أو بإهماله، أو بِفعل الغير. وهو وسيلةُ الأمان التي تتفق وروح العصر الحديث الذي كثُرت فيه مُتطلبات الحياة وازداد فيه خطر الآلة وأصبحت مخاطر التطوّر فيه واضحة.
كانت فعاليَّة التأمين، باعتباره الوسيلة الحديثة لِمُواجهة المخاطر وما تُرتبهُ من آثار، هي السبب الأبرز الذي أدَّى إلى ازدهاره، وتنوُّع مجالاته، وتطوُّره، وامتداده إلى المجالات المُختلفة، ليُؤمن الأفراد من كُلِّ خطرٍ يتعرَّضون له سواء في أموالهم أو أشخاصهم. وفعاليَّة التأمين أيضًا أدَّت إلى قيام بعض الدُول بِفرض بعض أنواعه ضمانًا لِحُصول بعضُ فئات الشعب على تعويضٍ عن وُقوع حادثٍ مُعيَّن.
ونظامُ التأمين يفترض وُجود أداة قانونيَّة تُنظِّم علاقة المُؤمِّن بالمُؤمَّن لهم، هي عقدُ التأمين. غير أنَّ التأمين لا يقتصر على هذا الجانب، فالتأمين بالإضافة إلى ذلك عمليَّة فنيَّة تستعين فيها شركاتُ التأمين بوسائل فنيَّة حتَّى تتمكَّن من تحقيق أهدافها في تغطية ما يقع من مخاطر، فهي تستعمل العناصر الفنيَّة اللَّازمة لِإدارة عمليَّات التأمين، كالقواعد المُستمدَّة من علم الإحصاء ونِظام المُقاصَّة بين المخاطر وتطبيق قانون الكِثرة، إضافةً إلى قواعد الإدارة الماليَّة. وبذلك تتمكَّن من تحقيق هدف تغطية المخاطر التي تُحيق بالمُؤمَّن لهم، وفي ذات الوقت يتمكَّن المُؤمِّن -شركة التأمين- من إدارة مشروع التأمين بما يُحقق أغراضه الاستثماريَّة، لِيُجني بعض الربح ويُساهم في تحقيق أغراض الاقتصاد القومي.

## تعريف التأمين

### في اللُّغة
«التَّأْمِينُ» لُغةً مِن «أَمَّنَ»، يُقالُ: «أَمَّنَ زَيْدٌ سَعْدًا علىٰ أموالِهِ»، أيْ: جَعَلَهُ أمينًا عليها؛ ائتمنَه، وأمَّنَ الشخصَ إذا جَعَلَهُ في الأَمْنِ، والأَمْنُ ضدَّ الخَوْف، ويعني: سُكونَ القلبِ واطمئنانَه وثقتَه. قالَ الراغِبُ الإصفَهَانِيُّ: «وَأَصْلُ الأَمْنِ طُمَأْنِينَةُ النَّفْسِ وَزَوَالُ الخَوْفِ، وَالأَمْنُ وَالأَمَانَةُ وَالأَمَانُ فِي الأَصْلِ مَصَادِرُ، وَيُجْعَلُ الأَمَانُ تَارَةً اسْمًا لِلْحَالَةِ الَتِي يَكُونُ عَلَيْهَا الإِنْسَانُ فِي الأَمْنِ، وَتَارَةً اسْمًا لِمَا يُؤَمَّنُ عَلَيْهِ الإِنْسَانُ». وهو يُجمعُ على تَأْمِينَات.

### التعريفات الفقهيَّة
تعدَّدت التعريفات الفقهيَّة للتأمين واختلفت فيما بينها. ويرجع ذلك بصفةٍ أساسيَّةٍ إلى أنَّ التأمين ينطوي على جانبين، الجانب الأوَّل قانوني، والآخر فني. فمن الفُقهاء من ركَّز على الجانب الأوَّل مُبرزًا أداة التأمين القانونيَّة، أي عقد التأمين، ومنهم من ركَّز على الجانب الفني للتأمين على حساب جانبه القانوني. فيما يذهب جمهور الفُقهاء إلى أنَّ التعريف الدقيق للتأمين يجب أن يتعرَّض لِجانبيه القانوني والفني، وإلَّا كان تعريفًا ناقصًا. والجانب القانوني للتأمين يتمثَّل في العلاقة بين المُؤمِّن والمُؤمَّن له، والتي تنشأ عن عقد التأمين الذي يربط بينهما. وهذه العلاقة تفترض أنَّ هُناك خطرًا، أو حادثًا، يُخشى وُقوعه للمُؤمَّن لهُ. فيسعى هذا الأخير لِتأمين نفسه من هذا الخطر، أو الحادث، وذلك عن طريق التعاقد مع المُؤمّن. وهو عادةً شركة التأمين. الذي يلتزم بتغطية هذا الخطر عند وقوعه، مقابل قسطٍ مُعيَّنٍ يلتزم بِدفعه المؤمَّن له. أمَّا الجانب الفني للتأمين، فيتجاوز تلك العلاقة الفرديَّة، ويتمثَّل في الأُسس الفنيَّة التي يستند إليها المُؤمّن في تغطية الخطر. ذلك أنَّ المُؤمِّن عند قيامه بتغطية الخطر المُؤمَّن منهُ لا يقبل ذلك على وجه المُضاربة، وإلَّا أصبح التأمين عمليَّة مُقامرة أو مُراهنة، وكان عقدًا غير مشروع، وإنَّما تقوم شركة التأمين بالتعاقد مع عددٍ كبيرٍ من المُؤمَّن لهم وتتقاضى من كُلٍّ منهم قسطًا مُعينًا بحيثُ أنَّهُ عند تحقق الخطر لِأحدهم، تقوم الشركة بِتعويضه بمجموعة الأقساط التي تتقاضاها من سائر المُؤمَّن لهم. وتقوم الشركة عند تحديد القسط الواجب على المُؤمَّن له دفعه بالاستعانة بِقوانين الإحصاء، بحيثُ يُمكنُ تحديده بدقَّة على نحوٍ لا يُعرِّضها للخِسارة أو لِخطرٍ جسيمٍ. ومُؤدّى ذلك أنَّ عمليَّة التأمين تقومُ على تعاون المُؤمَّن لهم لِمُواجهة الأخطار التي يتعرضون لها، ويكون دورُ المُؤمِّن إدارة هذا التعاون وتنظيمه، استنادًا إلى الأُسس الفنيَّة وقوانين الإحصاء. ومن هُنا يُمكنُ مُلاحظة ما يؤخذ على الكثير من التعريفات الفقهيَّة للتأمين.
عرَّف الفقيه الفرنسي مارسيل فرديناند پلانيول التأمين بأنَّهُ «عقدٌ يتعهَّد بِمُقتضاهُ شخصٌ يُسمّى المُؤمِّن أن يُعوِّض شخصًا آخر يُسمَّى المُؤمَّن لهُ عن خسارةٍ احتماليَّةٍ يتعرَّضُ لها هذا الأخير، مُقابل مبلغٍ من النُقود هو القسط الذي يقوم المُؤمّن له بدفعه إلى المُؤمِّن». وذهب جانبٌ من الفقه المصري في تعريف التأمين بأنَّهُ «عقدٌ يأخُذُ فيهِ المُؤمِّن على عاتقهِ طائفة مُعيَّنة من الأخطار، يخشى العاقدان وُقوعها، ويرغب المُستأمن ألَّا يتحمَّلها مُنفردًا، في مُقابل جعل يُسمّى قسط التأمين أو الاشتراك يدفعهُ المُستأمن». وقد أُخذ على هذين التعريفين وما شابههما، النظر إلى التأمين من ناحيته القانونيَّة فقط باعتباره عقدًا يتمُّ بين شخصين هُما المُؤمِّن والمُؤمَّن لهُ، وإغفاله الناحية الفنيَّة للتأمين والأُسس الفنيَّة التي تقوم عليها عمليَّة التأمين، وعدم إبرازه لفكرة التعاون بين المُؤمَّن لهم. كما أُخذ على هذا التعريف أيضًا أنَّهُ ليس تعريفًا جامعًا، فهو يُقيِّمُ التأمين على أساس أنَّهُ يؤدّي إلى تعويض المُؤمَّن لهُ عن خسارةٍ احتماليَّةٍ، فهذا الوصف لا يصدق إلَّا على التأمين من الأضرار، كالتأمين ضدَّ الحريق أو ضدَّ السرقة.
وأراد بعض الفقهاء وضع تعريفٍ للتأمين يجمع بين جانبيه الفني والقانوني، فعرَّفوه بأنَّهُ: «عمليَّة فنيَّة تُزاولها هيئاتٌ مُنظمةٌ مُهمتها جمع أكبر عددٍ مُمكن من المخاطر المُتشابهة، وتحمُّل تبعتها عن طريق المُقاصة وفقًا لِقوانين الإحصاء، ومن مُقتضى ذلك حُصول المُستأمن أو من يُعينه، حال تحقق الخطر المُؤمَّن منه، على عوضٍ ماليٍّ يدفعهُ المُؤمِّن في مُقابل وفاء الأوَّل الأقساط المُتفق عليها في وثيقة التأمين». وأُخذ على هذا التعريف أنَّهُ اهتمَّ بإبراز الجانب الفني لِفكرة التأمين أكثر من اهتمامه بالجانب القانوني لِهذه الفكرة، كما أُخذ عليه أيضًا النقصُ في بعض الإيجاز. وفي مُحاولةٍ لِإبراز جانبيّ التأمين، الفني والقانوني، على قدم المُساواة، اتَّجه بعضُ الفُقهاء الفرنسيين إلى وضع تعريفٍ قانونيٍّ للتأمين يليه التعريف الفني لِهذه العمليَّة. حيثُ يرى هؤلاء الفُقهاء أنَّ التعريف القانوني لِعقد التأمين يُصبح لا معنى لهُ ما لم يُكمَّل بتعريفٍ فنيٍّ لِعمليَّة التأمين. وعلى ضوء ذلك عرَّفت الفقيهة إيڤون لامبرت فاڤر التأمين على النحو التالي:
- التعريف القانوني: التأمين عقدٌ بِمُقتضاهُ يحصلُ المُستأمن على تعهّد المُؤمِّن بِأداءٍ مُعيَّن في حالة تحقق الخطر، مُقابل مبلغٍ مُعيَّنٍ يُسمّى القسط أو الاشتراك.
- التعريف الفني: التأمين هو عمليَّةٌ بِمُقتضاها يتولّى المُؤمّن تنظيم التعاون بين عددٍ من المُؤمَّن لهم يتعرَّضون لِمخاطر مُعيَّنة، ويقوم بتعويض من يتحقق الخطر بالنسبة له من بينهم بفضل الرصيد المُشترك للأقساط التي يجمعها منهم.

كان للتعريف الأخير الفضل في إبراز جانبيّ عمليَّة التأمين ووضعها على ذات المُستوى من الأهميَّة، دون تغليب لِأحدهما على الآخر. ورُغم ذلك فإنَّهُ يؤخذ عليه الفصل بين جانبيّ التأمين في تعريفين مُستقلين على نحوٍ قد يوحي بأنَّ الأمر يتعلَّق بشيئين مُنفصلين، مع أنَّ الحقيقة خِلاف ذلك، فالمقصود وضع تعريف للتأمين وهو عمليَّة واحدة وإن تعددت جوانبها. لذلك فضَّل جمهور الفُقهاء وضع تعريفٍ واحدٍ للتأمين يُحيطُ في ذات الوقت بجانبيه القانوني والفني. ولذلك فقد ساد في الفُقه الفرنسي تعريف الفقيه جوزف هيمار للتأمين، حيثُ عرَّفهُ بأنَّهُ: «عمليَّةٌ يحصلُ فيها أحد الطرفين، وهو المُؤمَّن له، نظير قسطٍ يدفعهُ على تعهّد الطرف الآخر وهو المُؤمّن، بأداءٍ مُعيَّنٍ عند تحقق الخطر المُتفق عليه من الطرف الآخر، وهو المُؤمِّن، تعهُّدٍ بِمُقتضاه يدفعُ هذا الأخير أداءً مُعينًا، وذلك بأن يأخذ المُؤمَّن على عاتقه مجموعةٌ من المخاطر، ويُجري بينها المُقاصَّة طبقًا لِقوانين الإحصاء». ويؤيِّد غالبيَّة الفُقهاء في الدُول ذات النظام القانوني اللاتيني (الفرنسي) هذا التعريف.

### التعريفات التشريعيَّة
يُقصدُ بالتعريف التشريعي للتأمين ذلك التعريف الذي وضعهُ المُشرعون في دولةٍ ما، لذا فهو قد يختلف شكلًا بين دولةٍ وأُخرى، دون أن يختلف جوهرًا. فالفرق بين تعريف المُشرّع المصري والمُشرّع اللُبناني للتأمين على سبيل المِثال يكمن في المُصطلحات المُستخدمة. فالمُشرِّع اللُبناني يستخدم مُصطلح «الضمان» بدلًا من «التأمين»، و«الضامن» بدلًا من «المؤمِّن»، و«المضمون» بدلًا من «المُؤمَّن لهُ». ويُراعى أنَّ السائد في القوانين العربيَّة استخدام مُصطلح التأمين، ومؤمِّن ومُؤمَّن لهُ. ومن الأمثلة على التعريفات التشريعيَّة:
- تعريف القانون المصري: عرَّفت المادَّة 747 من التقنين المدني المصري التأمين بأنَّهُ: «عَقْدٌ يَلْتَزِمُ المُؤمِّنُ بِمُقتَضَاهُ أن يُؤدّيَ إلى المُؤَمَّن لَهُ أو إلى المُسْتَفِيد الذي اشتُرِطَ التَأمِينُ لِصَالِحِهِ مَبْلَغًا مِنَ المَالِ أو إيَرادًا مُرتِبًا أو أيِّ عَوَضٍ مَالِيٍّ آخَرَ في حَالَةِ وُقُوعِ الحَادِثِ أو تَحَقُقِ الخَطَرِ المُبَيَّنِ بِالعَقدِ، وَذَلِكَ في نَظِيْرِ قِسْطٍ أو أيَّةِ دَفْعَةٍ مَالِيَّةٍ أُخرَى يُؤدِّيهَا المُؤمَّن لَهُ لِلمُؤمِّن».[12]
- تعريف القانون اللُبناني: عرَّفت المادَّة 950 من قانون المُوجبات والعُقود الضَّمان بأنَّهُ: «عَقْدٌ بِمُقتَضَاهُ يَلْتَزِمُ شخْصٌ (يُقَالُ لَهُ الضَّامِن) بَعْضُ المُوجِبَاتِ عِندَ نُزُولُ بَعْضُ الطَّوَارِئ بِشَخْصِ المَضمُونِ أو بِأَمْوَالِهِ، مُقَابِلَ دَفْعِ بَدَلٍ يُسمَّى القِسْط أو الفَرِيضَة».[13]
- تعريف القانون السوري: عرَّفت المادَّة 713 من القانون المدني السوري التأمين بأنَّهُ: «عَقْدٌ يُلْزِمُ المُؤمِّنُ بِمُقتَضَاهُ وَذَلِكَ لِقاءَ قِسْطٍ أو أيِّ دَفْعَةٍ مَالِيَّةٍ أُخْرَى يُؤدِّيهَا المُؤَمَّن لَهُ لِلمُؤمِّن».[14]
- تعريف القانون الكويتي: عرَّفت المادَّة 773 من القانون المدني الكويتي التأمين بأنَّهُ: «عَقْدٌ يَلْتَزِمُ المُؤمِّنُ بِمُقتَضَاهُ أن يُؤَدِّي إلى المُؤَمَّن لَهُ أو المُسْتَفيد مَبْلَغًا مِنَ المَالِ أو إيرَاد مُرَتَبًا أو أيِّ عَوَضٍ مَالِيٍّ آخر في حالَةِ وُقُوعِ الحَادِثِ أو تَحَقُقِ الخَطَرِ المُبَيَّنِ بِالعَقْدِ وَذَلِكَ في نَظِيْرِ مُقَابِلٍ نَقْدِيٍّ يُؤدِّيهِ المُؤَمَّن لَهُ لِلمُؤمِّن».
- تعريف القانون الأُردني: عرَّفت المادَّة 920 من القانون المدني الأُردني التأمين بانَّهُ: «عَقْدٌ يَلْتَزِمُ بِهِ المُؤمِّنُ أن يُؤدّيَ إلى المُؤَمَّن لَهُ، أو إلى المُسْتَفِيد الذي اشتُرِطَ التَأمِينُ لِصَالِحِهِ مَبْلَغًا مِنَ المَالِ أو إيَرادًا مُرتِبًا أو أيِّ عَوَضٍ مَالِيٍّ آخَرَ  في حَالَةِ وُقُوعِ الحَادِثِ المُؤمَّن ضِدَّهُ، أو تَحَقُقِ الخَطَرِ المُبَيَّنِ بِالعَقْدِ وَذَلِكَ مُقَابِلَ مَبْلَغٍ مُحَدَّدٍ أو أَقْسَاطٍ دَوْرِيَّةٍ يُؤدِّيهَا المُؤَمَّن لَهُ إلى المُؤمِّن».
- تعريف القانون الجزائري: عرَّفت المادَّة 619 من القانون المدني الجزائري التأمين بأنَّهُ: «عَقْدٌ يُلْزِمُ المُؤمِّنُ بِمُقتَضَاهُ أن يُؤدّيَ إلى المُؤَمَّن لَهُ، أو إلى المُسْتَفِيد الذي اشتُرِطَ التَأمِينُ لِصَالِحِهِ أو إيَرادًا مُرتِبًا أو أيِّ عَوَضٍ مَالِيٍّ آخَرَ  في حَالَةِ وُقُوعِ الحَادِثِ أو تَحَقُقِ الخَطَرِ المُبَيَّنِ بِالعَقْدِ وَذَلِكَ مُقَابِلَ قِسْطٍ أو أيِّ دَفْعَةٍ مَالِيَّةٍ أُخْرَى يُؤدِّيهَا المُؤَمَّن لَهُ لِلمُؤمِّن».
- تعريف القانون الإيراني: عرَّفت المادَّة الأولى من قانون التأمين الإيراني نظام التأمين بأنَّهُ: «عَقْدٌ يَلْتَزِمُ فِيْهِ أَحَدُ الطَرَفَيْنِ بِأن يُعَوِّضَ الخَسَائِرَ الّلاحِقَة بِالطَرَفِ الآَخَرِ أو يَدْفَعَ لَهُ مَبَالِغَ مُحَدَّدَة عِنْدَ وُقُوْعِ الأَحْدَاثِ وَذَلِكَ إِزَاءَ دَفْعِ المَبْلَغِ أو المَبَالِغَ التي يَدْفَعُهَا الطَّرَفُ الآَخَرَ. هَذَا وَيُدْعَى المُلْتَزِمُ "المُؤَمِّنُ" وَطَرَفُ الالتِزَامِ "مُؤمَّن" كَمَا يُدْعَى المَبْلَغ الذي يَدْفَعَهُ مُؤمَّن لِلمُؤَمِّنُ "قِيمَةُ التَأْمِينُ" وَيُدْعَى مَا يُؤمَّنُ "مَوْضُوْعُ التَأمِيْنُ».[15]

## التاريخ

### الأشكال والأساليب الأولى

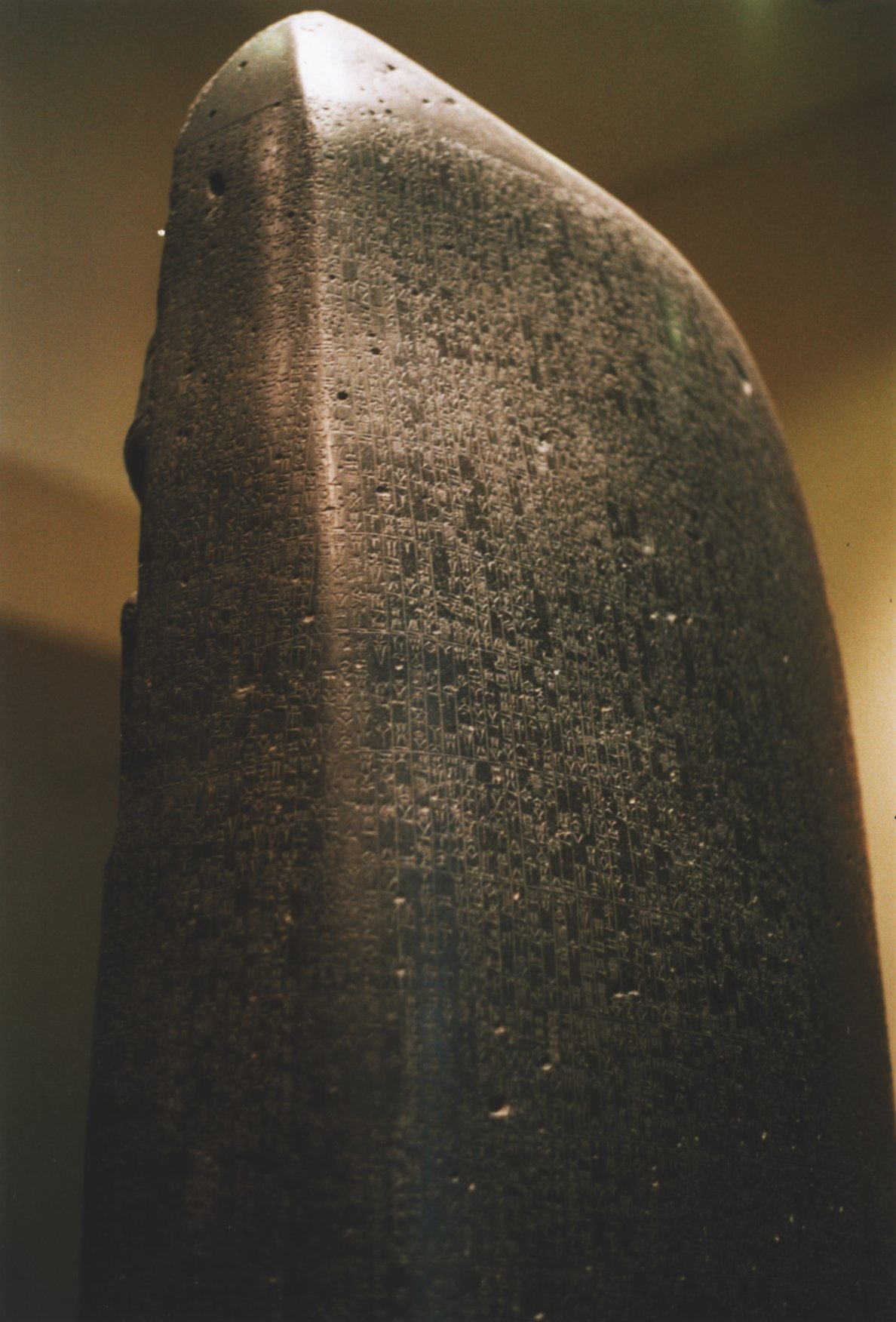
جانب من اللوح الذي نُقشت عليه شريعة حمورابي، وهي من أوَّل الشرائع في العالم التي نصَّت على اعتماد نظامٍ لِحماية التُجَّار من المخاطر.

تُشيرُ الدلائل والمُكتشفات الأثريَّة إلى أنَّ بعض التُجَّار القُدماء في بابل والصين اتبعوا أشكالًا من نظام نقل أو توزيع المخاطر مُنذُ الألفيتين الثالثة والثانية قبل الميلاد. فالتُجَّار الصينيّون المُتنقلون الذين كانوا يُسافرون عبر مجاري النهر السريعة الخطيرة، كانوا يُوزعون سلعهم في سُفنٍ عديدةٍ للحد من الخسارة بحال انقلبت السفينة أو غرقت أو سُرقت. وطوَّر البابليّون نظامًا للضمان ورد ذِكره في شريعة حمورابي الشهيرة حوالي سنة 1750 ق.م، كان يُطبَّقُ في بلاد ما بين النهرين وفي بعض بُلدان حوض البحر المُتوسِّط. ووفقًا لِهذا النظام، فقد كان يحقُّ للتاجر الذي استلف مبلغًا من المال لِتمويل تجارته أن يدفع للدائن مبلغًا إضافيًّا لِقاء ضمانة الأخير أن يُلغي القرض بحال ضاعت حُمولة البضائع أو سُرقت في البحر.
وفي الألفيَّة الأولى ق.م، ابتكر أبناء جزيرة رودس نظامًا تأمينيًّا عُرف باسم «المُتوسّط العام»، بحيثُ كانت مجموعةٌ من التُجَّار تدفعُ مبلغًا من المال لِضمان شحن بضائعها في ذات الوقت في السفينة ذاتها. وكانت الأقساط المجموعة تُستخدم لِإيفاء دُيون أي تاجرٍ تضررت بضائعه، أو فُقدت أثناء الشحن، سواء أكان السبب عاصفة أم الغرق.
ابتُكرت عُقودُ التأمين الخاصَّة أو المُنفصلة (مثل بوليصات التأمين غير المُثقلة بالقُروض أو الدُيون أو أي شكلٍ آخر من أشكال العُقود) في جُمهوريَّة جنوة خِلال القرن الرَّابع عشر الميلاديّ، وأوَّلُ عقد تأمينٍ مكتوب معروف فيها يرجعُ إلى سنة 1347م. وفي القرن التالي تطوَّرت فكرة التأمين تطوُرًا ملحوظًا، وانتشرت بين تُجَّار المُدن الإيطاليَّة، واختلفت أقساطها اختلافًا حدسيًّا باختلاف المخاطر المُتوقعة. سمحت عُقودُ التأمين الحديثة هذه بفصل التأمين عن الاستثمار لأوَّل مرَّة في التاريخ، وقد أثبت هذا الفصل جدواه بدايةً بالتأمين البحري.

### التأمين المُعاصر

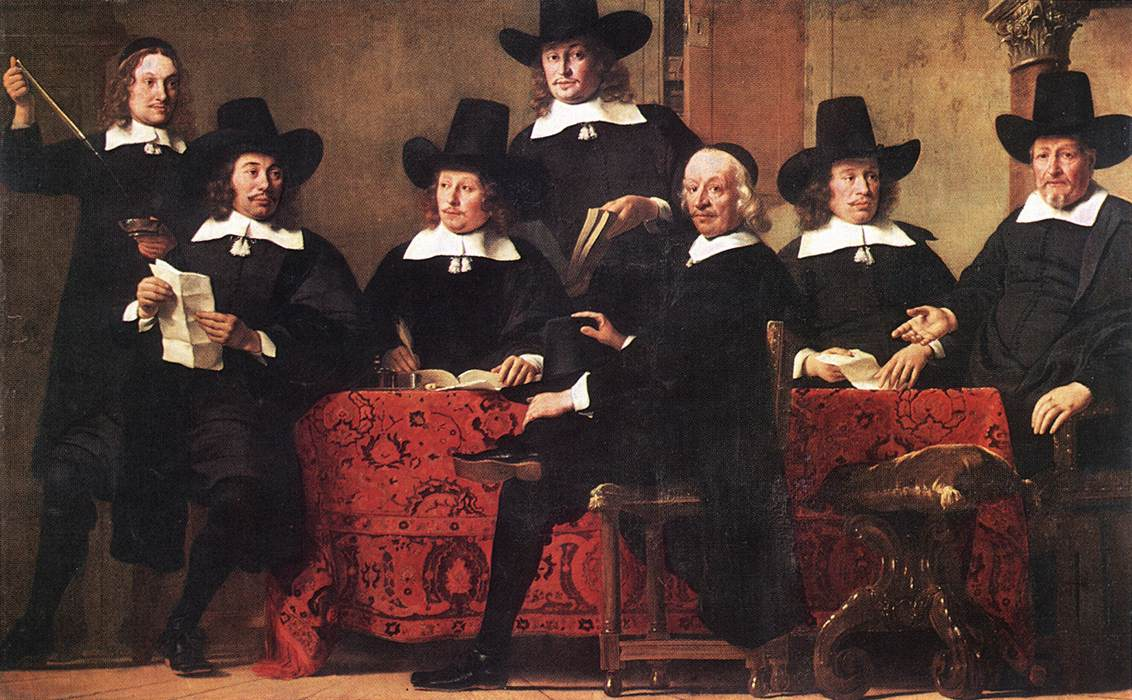
رسم لِمجموعة من تُجَّار النبيذ من القرن السَّابع عشر. سعى التُجَّارُ مُنذُ القِدم إلى ابتكار نظامٍ يُخفف من نسبة المخاطر التي تتعرَّض لها تجارتهم.

من المُسلَّم به بين الشُرَّاح أنَّ التأمين البحري كان أوَّل صورة ظهرت للتأمين الحديث بمعناه السالِف الذِكر، وذلك في القرن الرَّابع عشر الميلاديّ إثر ازدهار التجارة البحريَّة وانتشارها بين المُدن الإيطاليَّة ودُول حوض البحر المُتوسِّط. ويرجع انتشار التأمين البحري إلى عقد القرض البحري المُسمّى «عقد المخاطر الجسيمة». وهو نوعٌ من العُقود كان ذائعًا من قبل في روما وأثينا. وبِمُقتضى هذا العقد يقترض صاحب السفينة مبلغًا من المال لِإصلاحها وتجهيزها، أو يحصل بِمُقتضاه صاحب الشحنة على مبلغٍ يوفي به ثمن البضاعة التي تتكوَّن منها الشحنة، وتكون السفينة أو شحنتها في الحالتين ضامنة لاسترداد مبلغ القرض وفوائده. ويتضمَّن هذا الاتفاق أيضًا شرطًا يقضي بأنَّهُ إذا غرقت السفينة أو أصاب شُحنتها تلف، لا يسترد المُقرض شيئًا، أمَّا إذا وصلت سالمة، التزم المُقترض بِرد مبلغ القرض مع فائدته الباهظة. غير أنَّ الكنيسة الكاثوليكيَّة اعتبرت أنَّ هذا العقد غير شرعي لِما يتضمَّنه من فوائد مُحرَّمة في العقيدة المسيحيَّة، فحرَّمت اشتراط الفائدة في جميع القُروض ومنها القرض البحري، وقد تمَّ ذلك بمُقتضى مرسومٍ من البابا گريگوري التَّاسع سنة 1234م. أدَّت فتوى الكنيسة سالِفة الذِكر إلى ظُهور نظامٍ جديد، يقترب إلى حدٍ بعيدٍ من عقد التأمين بمعناه الحالي، لِمُواجهة المخاطر البحريَّة. وقد تمثَّل هذا النظام في عقد بيعٍ مُعلَّق على شرطٍ فاسخ بِمُقتضاه يتَّفق شخص على شراء السفينة وما عليها من البضاعة بِثمنٍ يدفعهُ هذا المُشتري (المُؤمِّن) إذا لم تصل البضاعة سالمة، وهذا العقد كان يتضمَّن شرطًا فاسخًا، بِمُقتضاهُ يكونُ البيعُ مفسوخًا إذا وصلت السفينة لِميناء الوُصول، مع تعهُّد صاحب السفينة، وهو في نفس الوقت البائع والمُؤمَّن لهُ، بدفع مبلغٍ مُعيَّنٍ للمُشتري مُقابل تحمُّلهُ هذه المُخاطرة. ويرى الشُرَّاح أنَّ عناصر عقد التأمين الأساسيَّة قد وُجدت خِلال تطوُّر هذه العمليَّة، فهُناك العوض المالي الذي يجب دفعه عند وُقوع الكارثة، وهُناك القِسط وهو مُقابل تحمُّل الخطر، وكذلك الخطر المُؤمَّن منهُ.

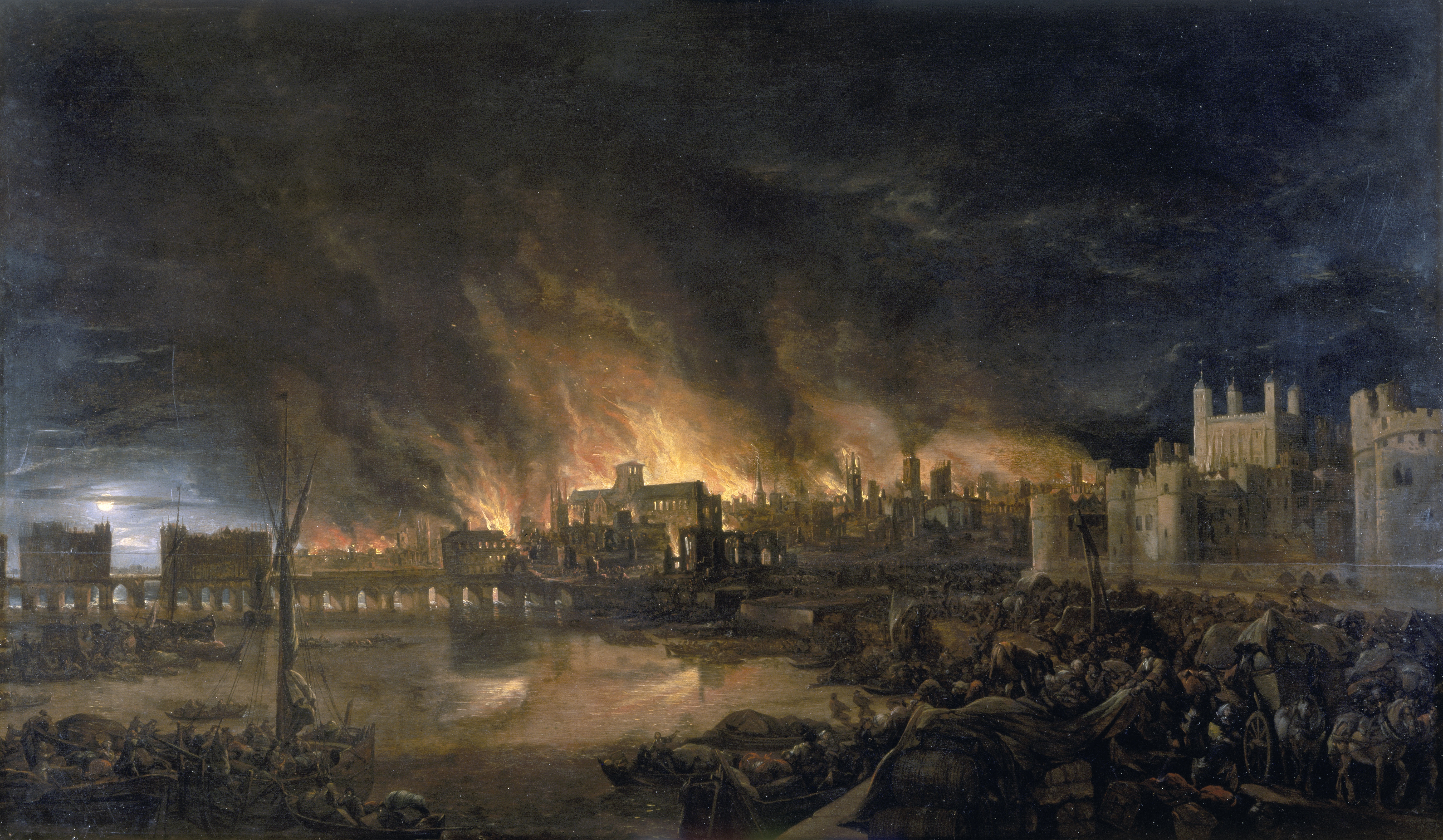
حريق لندن الكبير. كانت هذه الحادثة التاريخيَّة الشهيرة السبب الأساسيّ وراء ظُهور نظام التأمين ضدَّ الحريق.

أمَّا فيما يتعلَّق بالتأمين البرّي فقد تأخَّر ظُهوره إلى القرن السَّابع عشر الميلاديّ. ففي هذا القرن، وتحديدًا سنة 1666م، اندلع حريقٌ هائلٌ في لندن دمَّر كاتدرائيَّة القدّيس بولس الكبيرة و89 كنيسة وأكثر من 13,000 منزل. ولم توجد أي وسيلة لِتعويض الخسائر الناجمة عن هذا الحريق. وقد دفع هذا إلى ظُهور الحاجة إلى التأمين البرّي، فظهرت صورته الأولى في شكل التأمين ضدَّ الحريق، وقد أشار المُهندس السير كريستوفر رن إلى تخصيصه موقعًا «لِمكتبٍ تأميني» في مخطوطة إعادة إعمارها سنة 1667م. بعد ذلك جرت عدَّة مُحاولات لوضع نظامٍ تأمينيّ مُعين، يقي الناس من خطر الحرائق، إلَّا أنَّ أيًّا منها لم يُكتب له النجاح، ولكن في سنة 1681م أقدم الاقتصادي نِقولا باربون على تأسيس أوَّل شركة تأمين ضدَّ الحريق بالتعاون مع أحد عشر شخصًا، وأُطلق عليها تسميه «مكتب التأمين للدُور» (بالإنگليزيَّة: The Insurance Office for Houses)، وأبرم حوالي 5,000 صاحب منزل عقودًا معها. ومن إنگلترا انطلقت فكرة التأمين ضدَّ الحريق إلى كثيرٍ من البُلدان منها فرنسا، والتي تكوَّنت فيها أوَّل شركة لِتأمين مخاطر الحريق في سنة 1750م. ويُلاحظ أنَّ التأمين ضدَّ خطر الحريق كان في البداية مقصورًا على العقارات فقط دون المنقولات، ولكن تطوّر الأمر أدّى إلى شمله إيَّاها أيضًا. وشهدت نهاية القرن الثامن عشر الميلاديّ انتشار التأمين ضدَّ الحريق في البلاد الأوروپيَّة والأمريكيَّة بِكافَّة خصائصه القانونيَّة والفنيَّة المعروف بها الآن.

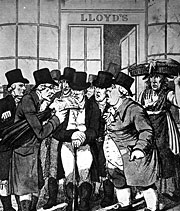
مقهى لويد، أوَّلُ شركات التأمين البحريّ.

ترافق ظُهور أولى شركات التأمين مع أولى المُخططات التأمينيَّة للاكتتاب بواسطة رؤوس الأموال الاستثماريَّة. وبحُلول أواخر القرن السَّابع عشر، أدَّى تنامي أهميَّة لندن كمركزٍ تجاريٍّ عالميّ إلى ارتفاع الطلب على التأمين البحري. وفي أواخر عقد الثمانينيَّات من القرن سالف الذِكر، افتتح إدوارد لويد مقهىً أصبح فيما بعد مُلتقى جميع الفُرقاء العاملين في التجارة البحريَّة والشحن، والراغبين بتأمين بضائعهم وسُفنهم، وأولئك المُستعدين للمُوافقة على الدُخول في مثل هذه المشاريع. أدَّت هذه البدايات المُتواضعة اللارسميَّة إلى تأسيس سوقٍ ائتمانيَّة، عُرفت مُنذُ ذلك الوقت باسم «لويدز لندن» (بالإنگليزيَّة: Lloyd's of London)، وعدَّة شركات ومشاريع تأمين وشحن أُخرى مُرتبطة بها.
أمَّا التأمين على الحياة فقد تأخَّر في الظُهور نظرًا لاعتباره في البداية عملًا مُنافيًا للأخلاق والدين المسيحيّ ونوعًا من المُقامرة على حياة الإنسان. لذلك فقد حرَّمه المُشرِّعون في الكثير من أنحاء أوروپَّا، وحُرِّم في فرنسا بالأمر الذي أصدرهُ الملك لويس الرَّابع عشر سنة 1681م. غير أنَّهُ في القرن الثامن عشر بدأت تظهر الإحصاءات الخاصَّة بِالوفاة ممَّا أمكن معه تحديد درجة احتمال خطر الوفاة، وبذلك أصبح من المُمكن تحديد قسط التأمين على أُسسٍ علميَّةٍ وفنيَّةٍ، بعد أن كانت نوعًا من المُقامرة، وأدَّى ذلك إلى ظُهور التأمين على الحياة. وكانت أوَّل شركة تأمين من هذا النوع في إنگلترا هي «مكتب المُجتمع المُتحاب للتأمين الدائم» (بالإنگليزيَّة: Amicable Society for a Perpetual Assurance Office)، وقد تأسست سنة 1706م على يد القس وِليم طالبوت والسير طوماس ألان. وفي سنة 1762م، أسس إدوارد رو موريس شركة تأمينٍ أُخرى هي «مُجتمع تأمين الحياة المُنصف» (بالإنگليزيَّة: The Equitable Life Assurance Society). وظهرت أوَّل شركة فرنسيَّة للتأمين على الحياة سنة 1787م، وكان اسمها «الشركة الملكيَّة للتأمين» (بالفرنسية: Compagnie Royale d’assurances)‏. ومُنذُ ذلك التاريخ ومع تقدّم أُسس الإحصاء التي يُعتمد عليها في تحديد درجة احتمال خطر الوفيَّات وقيمة الأقساط ذاع التأمين على الحياة وانتشر.

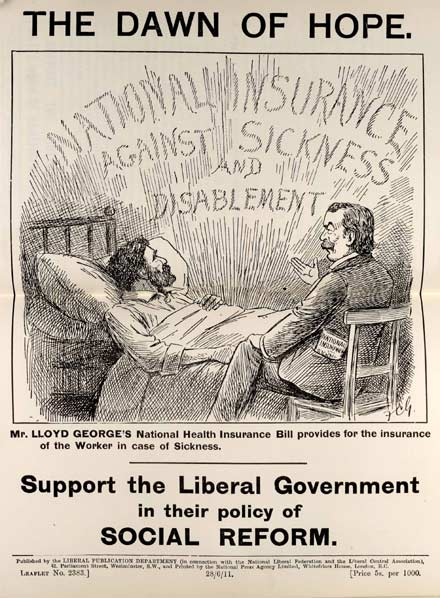
منشور يُروِّجُ لِقانون التأمين البريطاني لِسنة 1911م.

أمَّا التأمين من المسؤوليَّة فقد ظهر نتيجة التغييرات الاقتصاديَّة، والتطوُّرات التي أدَّت إليها الثورة الصناعيَّة، وانتشار الآلات الميكانيكيَّة، والسيَّارات، ووسائل النقل البرّي والبحري والجوّي. فقد أدّى هذا التطوّر إلى زيادة نشاط الإنسان وتوسُّعه، وصاحب ذلك كثرة الحوادث، وكثرة دعاوى المسؤوليَّة المدنيَّة عن الإصابات التي تحدث للغير. ودفع ذلك إلى ظُهور وتطوّر نظام التأمين ضدَّ المسؤوليَّة، حيثُ يؤمِّن الشخص مسؤوليَّته الناتجة عن استخدام وسائل المدنيَّة الحديثة مثل التأمين ضدَّ حوادث السيَّارات، والتأمين ضدَّ المسؤوليَّة عن الحوادث التي تقع للعُمَّال بسبب الآلات الميكانيكيَّة وأدوات المدنيَّة الحديثة، حيثُ يقومُ أصحاب الأعمال بالتأمين ضدَّ مسؤوليَّتهم بسبب تلك الحوادث، أو بتأمين عُمَّالهم مُباشرةً ضدَّ الحوادث التي يتعرَّضون لها أثناء قيامهم بعملهم. ويُلاحظ أنَّ التأمين ضدَّ الحوادث كان في بداية الأمر أشبه بالتأمين ضدَّ العجز المُعاصر. وأوَّلُ الشركات التي قدَّمت تأمينًا ضدَّ الحوادث كانت «شركة تأمين رُكَّاب السكك الحديديَّة» (بالإنگليزيَّة: Railway Passengers Assurance Company)، وهي شركةٌ إنگليزيَّةٌ تأسست سنة 1848م لِضمان الأضرار الحاصلة بسبب ارتفاع نسبة ضحايا القطارات.
بحُلول أواخر القرن التاسع عشر، أخذت الحُكومات الأوروپيَّة تُطلق برامجًا تأمينيَّة وطنيَّة ضدَّ المرض والعجز، وكانت ألمانيا من الدُول الرائدة في هذا المجال، إذ كانت قد شرعت في تطبيق مشاريع خيريَّة في كُلٍّ من بروسيا وسكسونيا مُنذُ عقد الأربعينيَّات من القرن سالِف الذِكر، وخلال عقد الثمانينيَّات منه أدخل المُستشار أوتو ڤون بسمارك نظام معاشات العجزة، والتأمين ضدَّ الحوادث، والرِعاية الطبيَّة، فشكَّلت هذه الأُسس التي نمت عليها ألمانيا كدولةٍ رفاهيَّة. وفي بريطانيا شُرِّعت عدَّة قوانين وأنظمة على نحوٍ أوسع خِلال عهد الحُكومة الليبراليَّة سنة 1911م، ومن أبرزها قانون التأمين الوطني الذي منح الطبقة الكادحة البريطانيَّة أوَّل نظامٍ تأمينيٍّ مُساهمٍ ضدَّ المرض والبطالة. وسِّعَ هذا النظام على نحو مُكثَّفٍ بعد الحرب العالميَّة الثانية بفضل تقرير بڤريدج، لِتدخل البلاد بفضله في عداد دُول الرفاهيَّة.
هذا وقد تطوَّر التأمين خِلال القرن العشرين تطورًا هامًّا، وأصبح مُلازمًا لِأوجه النشاط الإنساني المُختلفة، لا سيَّما في مجال التأمين ضدَّ المسؤوليَّة، ومن أهمها تأمين أرباب المهن الحُرَّة، كالأطبَّاء والصيادلة والمُهندسين المعماريين والمُحامين وغيرهم، من المسؤوليَّة المدنيَّة الناشئة عن أخطائهم. كما ظهرت صورٌ أُخرى للتأمين لم تكن معروفةٌ من قبل، كالتأمين من المخاطر الذريَّة، والتأمين من أخطار استخدام الحاسبات الآليَّة والإلكترونيَّة.

## أمثلة عن التنظيم التشريعي للتأمين

### في مصر
أقدم البُلدان العربيَّة اعتمادًا للتأمين هي مصر. وقد بدأ المُشرّعون المصريّون بتنظيم التأمين البحري في المواد من 173 إلى 234 من قانون التجارة البحري الصادر سنة 1883م، والذي حلَّ محلّه لاحقًا قانون التجارة البحريَّة رقم 8 لِسنة 1990م. وفي المُقابل ظلَّت الأنواع الأُخرى من التأمين بلا تنظيم تشريعي في القانون المدني القديم، حتَّى صدر التقنين المدني الحالي حيثُ ضمَّن المُشرّع هذا التقنين تنظيم عقد التأمين في المواد 747 وما بعدها، وقد تأثَّر المُشرِّع المصري في هذه الأحكام بِقانون التأمين الفرنسي الصَّادر في سنة 1930م. هذا ويُراعى أنَّ عدم تنظيم عقد التأمين البرّي قبل صُدور التقنين المدني الحالي لم يكن يعني عدم الاعتراف بِنظام التأمين أو بالعُقود التي كانت تُبرم والمُتعلِّقة بِصور التأمين المُختلفة. فقد انتشر نظام التأمين مُنذُ وقتٍ مُبكرٍ في مصر وعُرضت على القضاء مُنازعاتٍ كثيرةٍ تتعلَّق بأنواع التقنين المُختلفة. وكان القضاء المصري يلجأُ بدايةً في سبيل الفصل في مُنازعات التأمين إلى القواعد العامَّة، وكان من الطبيعي أن يلجأ أولًا إلى قياس أحكام التأمين البري على أحكام التأمين البحري التي تضمَّنها قانون التجارة البحريَّة. وعلى هذا النحو كانت أحكام التأمين البحري تمتد إلى التأمين البرّي وذلك بالقدر الذي يتلاءم فيه معها. غير أنَّ هذا القياس لم يكن مُجديًا في كثيرٍ من الأحيان، نظرًا لِما بين النظامين من فوارق جوهريَّة. لذلك كان القضاء يُطبّق القواعد العامَّة في الالتزامات والعُقود لِمُواجهة الصُور المُختلفة التي لم يكن مُجديًا القياس فيها على التأمين البحري. وقد أعمل القضاء في هذا النطاق القاعدة الأساسيَّة التي تقضي بأنَّ العقد شريعة المُتعاقدين. هذا ويُلاحظ أنَّ المشروع التمهيدي للتقنين المدني المصري الحالي كان يتضمَّن تسعًا وتسعين مادَّة في التأمين، وقد حذفت لجنة المُراجعة بعض المواد التي تتناول أحكامًا تفصيليَّة، ثُمَّ رأت لجنة القانون المدني بِمجلس الشُيوخ حذف الكثير من نُصوص هذا المشروع استنادًا إلى أنَّ تنظيم تفاصيل هذا العقد يتطلَّب الإفاضة على نحوٍ يخلُّ بتناسق القسم الخاص بالعُقود، وأنَّ عقد التأمين لا يزال في عُنفوان تطوُّره ومن الأنسب أن تكون تفاصيله بعيدة عن نطاق التقنين، وعلى هذا الأساس أصبحت المواد التي تُنظم التأمين في القانون المدني المصري خمسًا وعشرين مادَّة، الأمر الذي جعل البعض يصفُ التشريع المصري بأنَّهُ تشريعٌ ناقص في هذا الخُصوص.
وقد دعت الحاجة إلى صُدور بعض التشريعات الخاصَّة بأنواعٍ مُعيَّنةٍ من التأمين جعلها القانون إجباريَّة حمايةً لِبعض الفئات، ومن ذلك التأمين ضدَّ المسؤوليَّة الناشئة عن حوادث وأمراض المهنة وغيرها من المخاطر الاجتماعيَّة التي تضمَّنتها قوانين التأمين الاجتماعي. ولمَّا اتسع نشاط شركات التأمين في مصر وازدادت أهميَّتها على المُستوى الاقتصادي والاجتماعي، تدخَّل المُشرِّع لِتنظيم الرقابة والإشراف على هيئات التأمين بِقصد الوُقوف على مدى اتباعها للأُسس التي يقوم عليها التأمين وحماية حُقوق المُؤمَّن لهم ومُراقبة مدى وفاء هذه الهيئات بِتعهُداتها. وقد كان أوَّل تدخل تشريعي في هذا الصدد بمُقتضى القانون رقم 92 لِسنة 1939م. وفي شهر تمّوز (يوليو) 1960 صدر القانون رقم 1961 بِتأميم شركات التأمين، ثُم تبع ذلك إنشاء المُؤسسة المصريَّة العامَّة للتأمين لِتضم جميع شركات التأمين وتنسيق العمل بينها. وعلى أثر سياسة الانفتاح الاقتصادي أُتيحت الفرصة للقطاع الخاص للعمل في مجال التأمين من جديد، واستتبع ذلك ضرورة مُراقبة التشريعات المُنظمة لِهيئات التأمين والرَّقابة عليها بما يتَّفق والتوجُهات الاقتصاديَّة الجديدة، فصدر لِذلك القانون رقم 119 لِسنة 1975م بشأن شركات التأمين ليحُل محل القانون رقم 195 لِسنة 1959م، كما صدر قرار رئيس الجُمهوريَّة رقم 221 لِسنة 1976م بإنشاء الهيئة المصريَّة العامَّة للتأمين لِتحل محل المؤسسة العامَّة للتأمين. ثُمَّ صدر بعد ذلك القانون رقم 10 لِسنة 1981م الذي ألغى القانون والقرار السابقين وأحلَّ محلهما قانونًا جديدًا هو قانون الإشراف والرقابة على التأمين في مصر. وفي مُنتصف التسعينيَّات ونتيجة لِمُتطلبات سياسات الإصلاح الاقتصادي وتحرير السوق تمَّ تعديل القانون رقم 10 لِسنة 1981م بموجب القانون رقم 91 لِسنة 1995م لِيسمح بمُشاركة أجنبيَّة بِنسبة 49%، ثُمَّ تمَّ تعديلُ القانون الأخير بمُوجب القانون رقم 156 لِسنة 1998م ليسمح بمُشاركة أجنبيَّة حتى نسبة 100%. وأخيرًا، فقد صدر القانون رقم 118 لِسنة 2008م والذي ألزم شركات التأمين التي تجمع بين نشاطيّ تأمينات الحياة وتأمينات المُمتلكات بأن تفصل بينهم في خلال سنتين من تاريخ صُدور القانون ويجوز مد هذه المهلة لمهلة أُخرى بموافقة الهيئة.

### في لُبنان

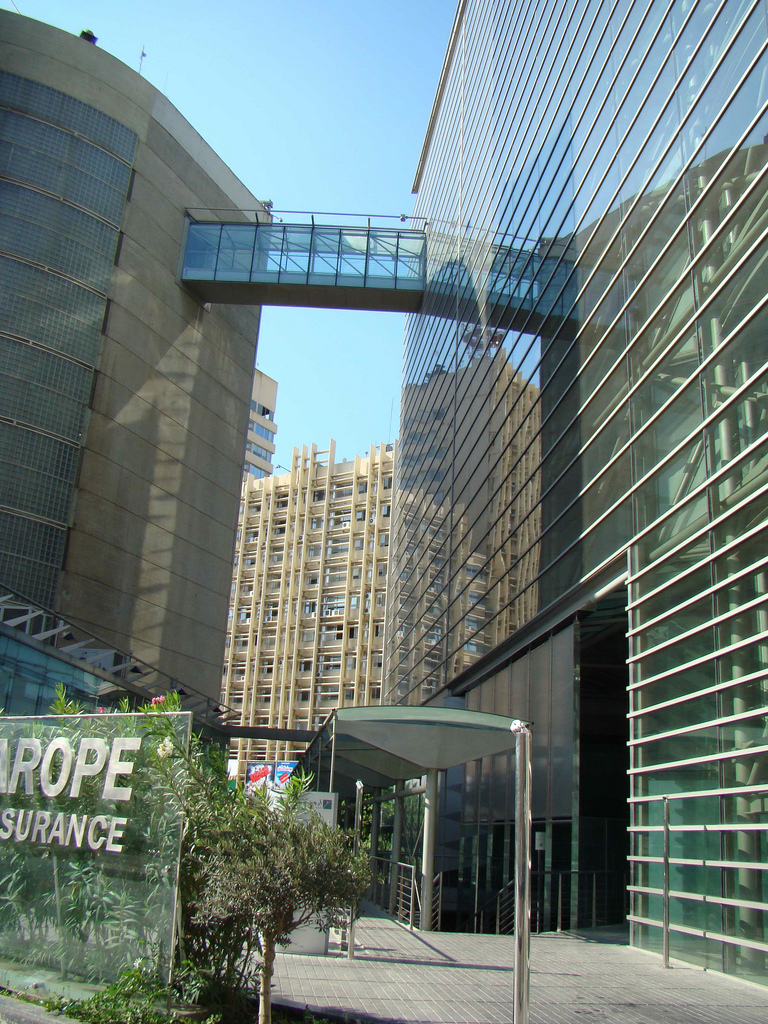
مبنى المكاتب التابعة للفرع الرئيسي لِبنك لُبنان والمهجر وشركة للتأمين في منطقة ڤردان ببيروت.

وفي لُبنان عرض المُشرِّع للضمان البحري في القانون البحري في المادَّة 293 وما بعدها من هذا القانون. أمَّا التأمين البرّي فلم يوجد له تنظيم تشريعي قبل صُدور المجموعات القانونيَّة الحديثة حتَّى صدر قانون الموجبات والعُقود، حيثُ عرض لِأحكام الضمان في الباب الأوَّل من الكتاب العاشر. وقد جاء قانون المُوجبات والعُقود اللُبناني أكثر تفصيلًا في هذا الصدد من القانون المدني المصري، حيثُ تناول الأحكام العامَّة للتأمين وكيفيَّة إثبات عقد الضمان ومُوجبات الضامن والمضمون وأسباب البُطلان والفسخ، وتأثير مُرور الزمن على العقد، وخصص فُصولًا للحديث عن ضمان الحريق وضمان الحياة وضمان الحوادث. وقد تأثَّر المُشرِّع اللُبناني في صياغته للنُصوص سالِفة الذِكر بِقانون التأمين الفرنسي الصَّادر في سنة 1930م، هذا بالإضافة إلى تأثره ببعض القوانين الأُخرى في هذا المجال كالقانون السويسري الصادر في سنة 1908م والقانون الألماني الصادر في ذات السنة. ويُلاحظ أنَّ القانون اللُبناني لم يهتم بالضمان الإجباري عن طوارئ العمل أو عن أمراض المهنة أو غيرها إلَّا في مرحلةٍ حديثةٍ بإصدار قانون الضمان الاجتماعي بالمرسوم رقم 13955 في 26 أيلول (سپتمبر) 1963م. وبمُقتضى هذا القانون أنشأ المُشرِّع اللُبناني صُندوقًا وطنيًّا للضمان الاجتماعي اعتُبر مؤسسةً مُستقلَّةً ذات طابعٍ اجتماعيٍّ، تتمتع بالشخصيَّة المعنويَّة وبالاستقلال المالي والإداري. ويضُمُّ هذا الصُندوق جهة الضمان التي تتعلَّق بضمان الأُمومة، وطوارئ العمل والأمراض المهنيَّة ونظام التعويضات العائليَّة ونظام تعويض نهاية الخدمة. وبذلك بدأ نظام التأمين الإجباري يدخل في مجال التشريع اللُبناني. مع مُلاحظة أنَّ هذا الضمان يدخل في إطار الضمان الاجتماعي وليس الضمان الخاص الذي يتم بين الأشخاص وشركات التأمين. أمَّا بالنسبة للضمان الإجباري عن حوادث السيَّارات فالمُلاحظ أنَّهُ رُغم إشارة قانون السير رقم 76 الصَّادر في 26 كانون الأوَّل (ديسمبر) 1967م إلى هذا الضمان بمُقتضى المادَّة 734 «ب» منه إلَّا أنَّ القانون الخاص بهذا الضمان تأخَّر صُدوره إلى سنة 1977م، حيثُ صدر المرسوم الاشتراعي رقم 105 في 3 حُزيران (يونيو) من تلك السنة، الخاص بالضمان الإلزامي للمسؤوليَّة المدنيَّة عن الأضرار الجسديَّة التي تُسببها المركبة البريَّة للغير. ووفقًا للمادَّة الثامنة من المرسوم، يجب إنشاء مؤسسة خاصَّة ذات منفعة عامَّة تُعرف باسم «المؤسسة الوطنيَّة للضمان الإلزامي» تتولّى المهام المُحددة في المرسوم الاشتراعي، غير أنَّ القانون المُنظم للضمان الإلزامي عن حوادث السيَّارات لم يدخل حيِّز التنفيذ إلَّا بعد 26 سنة، وتحديدًا في 5 نيسان (أبريل) 2003م، بعد إجراء بعض التعديلات عليه. أمَّا عن تنظيم عمليَّات الضمان والإشراف على الهيئات القائمة بها، فقد تأخَّر هذا التنظيم أيضًا في ظل التشريع اللُبناني. فلم يصدر مثل هذا التنظيم إلَّا بالمرسوم رقم 9812 الصَّادر في 4 أيَّار (مايو) 1968م وذلك بقصد تنظيم هيئات الضمان في لُبنان. وقد أخضع هذا القانون لِأحكامه جميع الشركات والجماعات والمؤسسات اللُبنانيَّة والأجنبيَّة، التي تُزاول أو قد تُزاول في لُبنان كُل أو بعض العمليَّات التي تتعلَّق بصفة عامَّة بالضمان وإعادة الضمان في كافَّة المجالات التي ذكرها، سواء اتصلت بضمان الحياة والعجز والشيخوخة، وعمليَّات الاستثمار المُشترك، أم بعمليَّات الضمان وإعادة الضمان ضدَّ الأضرار الناجمة عن أخطار النقل، وضمان أجسام السفن البحريَّة والجويَّة، أم بِعمليَّات الضمان وإعادة الضمان الناجمة عن جميع الحوادث والمسؤوليَّة المدنيَّة والمركبات وطوارئ العمل والحوادث الشخصيَّة، وضمان القُروض وغير ذلك من الأخطار التي لم يُنص عليها صراحةً في هذا القانون.

### في الكُويت
تأسست شركة الكُويت للتأمين سنة 1960م بموجب المرسوم الأميري رقم 7 لِذات السنة، لِتكون بذلك الشركة الرائدة في مجالات التأمين الحيويَّة لِقطاع النفط والغاز في منطقة الخليج العربي. وكان الغرض من تأسيسها القيام بأعمال التأمين بجميع أنواعه كالتأمين على الحياة والتأمين ضد الحريق والسرقة والحوادث العامَّة والتأمين البحري والجوي والتأمين على السيارات، وكذلك القيام باستثمار رأس المال والموجودات المنقولة وغير المنقولة بالطريقة التي يقررها مجلس الأدارة مع مُراعاة أحكام القانون. وكانت الكُويت قد بدأت في تطبيق أنظمة المعاشات التقاعديَّة في 1 كانون الثاني (يناير) 1955م وذلك ضمن نظام الموظفين والتقاعد في الحكومة، ثم صدر أوَّل قانون مُستقــل للمعاشات بالمرسوم بالقانون رقم 3 لِسنة 1960م الذي بــدأ تطبيقـــه في 1 نيسان (أبريل) من ذات السنة، وشمل موظفي الحكومـــة من مدنيين وعسكريين، ثم تبعه قانون مُستقـــل لِمعاشات ومُكافآت التقاعد للعسكريين الصـادر بالمرسوم بالقانون رقم 27 لسنة 1961م والذي بدأ تطبيقه في 9 أيلول (سبتمبر) من ذات السنة. ولم يكن أيٌّ من الأنظمة السابقة نظامــًا مُتكاملًا للتأمينات الاجتماعيَّة حيثُ كانـــت تتنـاول جانبــًـا محدودًا منها يُغطي فئاتٍ مُحدَّدةٍ هي العاملون فـي الحُكومـــة مــــن المُعينين على وظائف دائمة والعسكريّون. صدر أوَّل قانون مُتكامل للتأمينات الاجتماعيَّة في 1 تشرين الأوَّل (أكتوبر) 1976م وذلك بالأمر الأميري بالقانون 61 للسنة المذكورة وقد أُنشئت بموجبه المؤسسة العامَّة للتأمينات الاجتماعيَّة لِتتولّى تطبيق النظام الصادر به، وهو يشمل تأمين الشيخوخة والعجز والمرض والوفاة للعاملين المدنيين في القطاع الحكومــي وفـي القطاعين الأهلي والنفطي، وتأمين الشيخوخة والعجز والمرض والوفاة لِغير العاملين لدي الغير من المُشتغلين لِحسابهم الخاص ومن في حُكمهم. وقد بدأ تطبيق القسم الأوَّل من القانون في 1 تشرين الأوَّل (أكتوبر) 1977م، والثاني في 1 آذار (مارس) 1981م، وقد بدأ التطبيق اختياريًّا لِمُدَّة خمس سنوات اعتبارًا من التاريخ المذكور، ثُمَّ أصبح هذا التأمين إلزاميًّا اعتبارًا من 1 آذار (مارس) 1986م. كذلك صدر القانون رقم 11 لِسنة 1988م بتطبيــق نظــام التأمينـــات الاجتماعيَّة اختياريًّا على الكويتيين العاملين لدي صاحــب عمل غير مُخاطب بقانون التأمينات الاجتماعيَّة داخل وخارج الكويت، وبدأ التطبيـــق في 1 تشرين الأوَّل (أكتوبر) 1988م. وفي سنة 1992م صدر القانون رقم 128 بِنظام التأمين التكميلي الذي عُمل به اعتبارًا من 1 كانون الثاني (يناير) 1995م، حيث اعتبر أنظمة التأمينات سالِفة الذِكر مدنيَّة كانت أو عسكريَّة أنظمة أساسيَّة يُكملها النظام التكميلي الذي يُغطي عناصر المُرتب التي لا تدخل في مفهوم المُرتب في التأمين الأساسي، ويُقرر عنها معاشًا يُحسب وفقًا لِقواعد خاصَّة، يُضاف إلى المعاش التقاعدي ويُعتبر جُزءًا منه.

### في الولايات المُتحدة الأمريكيَّة

نِسب التأمين على الصحَّة في الولايات المُتحدة سنة 2009م، وفق إحصاءات مكتب تعداد الولايات المُتحدة.

يُنظمُ التأمين في الولايات المُتحدة الأمريكيَّة عبر قانون ماكاران - فيرگسون، المشهور باسم «القانون العام رقم 15»، وهو قانونٌ فدراليٌّ يُعفي شركات التأمين من أغلب التنظيمات والقوانين الاتحاديَّة، بما فيها قوانين مُكافحة الاحتكار الفدراليَّة حتَّى مقدارٍ مُعيَّن. وقد تمَّ إقرارُ هذا القانون سنة 1945م في الاجتماع التاسع والسبعين للكونغرس الأمريكي وذلك بعد أن أصدرت المحكمة العُليا للولايات المُتحدة قرارًا في قضيَّة الحُكومة ضدَّ جمعيَّة وكلاء الإقليم الجنوبي الشرقي للبلاد يقتضي بالسماح للحُكومة الفدراليَّة أن تُنظم وتضبط عمل شركات التأمين استنادًا إلى ما نصَّ عليه بند التجارة في الدُستور الأمريكي. وينُصُّ هذا القانون على وُجوب تقديم شركات التأمين الأمريكيَّة مجموعة من المُقترحات الدوريَّة تضمن تدخّل الحُكومة الاتحاديَّة في مجال التأمين، وإنشاء تحالف لاربحي من وكالات التأمين في كُلِّ ولايةٍ على حدى يُدعى «الجمعيَّة الوطنيَّة لِمُفوضي التأمين» (بالإنگليزيَّة: National Association of Insurance Commissioners) تعمل بِغرض التوفيق بين قوانين وتشريعات البلاد المُختلفة المُتعلِّقة بهذا الشأن. وأن يجري العمل بالتنسيق مع المُؤتمر الوطني لِمُشرعي التأمين (بالإنگليزيَّة: National Conference of Insurance Legislators) الذي يجب عليه كذلك أن يعمل على التوفيق بين قوانين التأمين في الولايات المُختلفة. هذا ويُلاحظ أنَّ التشريعات المُتعلِّقة بالتأمين بالولايات المُتحدة كانت تاريخيًّا تُسن من قِبل حُكومات الولايات المُنفردة، وأوَّلُ مُفوَّضٍ تأمينيّ تمَّ تعيينه في نيوهامشير سنة 1851م، ومُنذُ ذلك الحين ونظامُ التأمين الأمريكي في تطورٍ مُستمر. وفي سنة 2010م، أصدر الكونغرس قانون «دود فرانك لإصلاح سوق الأوراق المالية في وول ستريت وحماية المُستهلك» في سبيل الرفع من مُستويات الشفافيَّة والقابليَّة للمُساءلة في النظام المالي الأمريكي، في خُطوةٍ اعتبرها البعض تُمثلُ تغييرًا هامًّا في اللوائح الماليَّة الأمريكيَّة مُنذ فترة الكساد الكبير. وكان لِهذا القانون تأثيرًا ملحوظًا على نظام التأمين في الولايات المُتحدة، إذ أُنشئ بموجبه «مكتب التأمين الفدرالي» التابع لِوزارة الخزانة، وأُنيطت به صلاحيَّة مُراقبة جميع جوانب أعمال شركات التأمين في سبيل ضبط وتحديد أيَّة ثغرات قانونيَّة وتشريعيَّة في النظام التنظيمي للولاية حيثُ تتمركز تلك الشركة. كما أُنشئ بِموجب هذا القانون مجلس رقابة الاستقرار المالي المُكلَّف بِمُراقبة أسواق الخدمات الماليَّة، بما فيها شركات التأمين، في سبيل تحديد المخاطر التي قد تؤثر على الاستقرار المالي للولايات المُتحدة.

### في الاتحاد الأوروپي

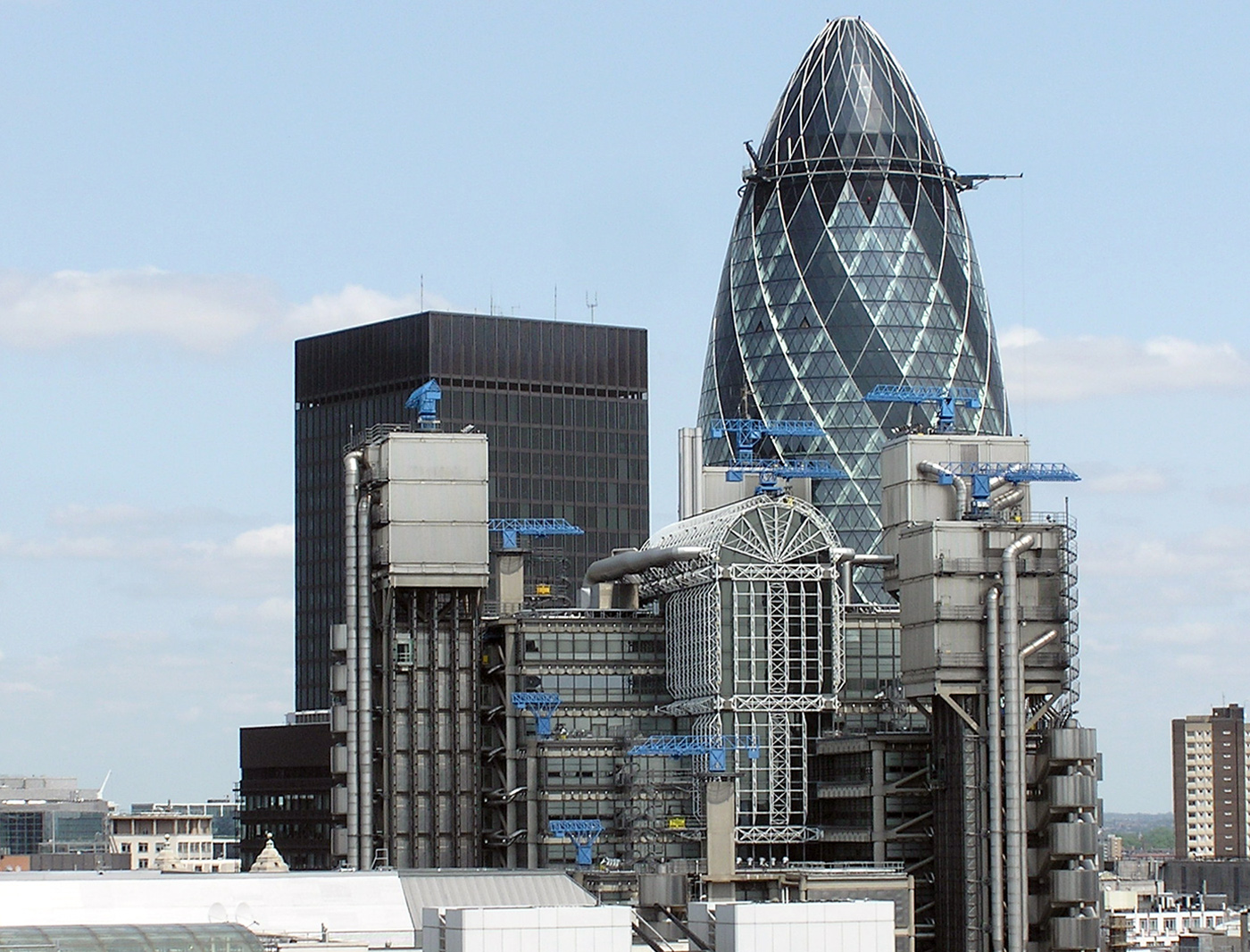
شركة لويدز لندن، إحدى أبرز شركات التأمين في الاتحاد الأوروپي.

أدَّى إقرار القرار التوجيهي الثالث بشأن الضمان اللاحياتي والقرار التوجيهي الثالث بشأن تأمين الحياة سنة 1992م، ووضعهما موضع التنفيذ سنة 1994م، أدَّى إلى خلق سوقٍ تأمينيَّةٍ مُوحدةٍ في أوروبا، بحيثُ أصبح بالإمكان لأي شركة تأمين تحملُ جنسيَّة أي دولة من الدول الأعضاء في الاتحاد الأوروپي أن تمنح خدماتها لأي شخص مُقيم فيها بعد أن تستحصل على الإذن اللازم من المركز الرئيسي. أمَّا بالنسبة للتأمين في المملكة المُتحدة فإنَّ هيئة الخدمات الماليَّة تتولّى تنظيمه مُنذ أن حلَّت محل مجلس المعايير العامَّة للتأمين سنة 2005م؛ ومن أبرز القوانين البريطانيَّة المُتعلِّقة بالتأمين قانون شركات التأمين لِسنة 1973م ونظيره لِسنة 1982م، وقانون سنة 2012م الذي أجرى عدَّة إصلاحات لِنظام الضمان. وفي فرنسا، فقد تمَّ تجميع الأحكام المُتعلِّقة بالتأمين في تقنينٍ واحدٍ سنة 1976م، وتضمَّن هذا التقنين بالإضافة إلى أحكام قانون التأمين الصادر في 13 تمّوز (يوليو) 1930م أحكام قانون التأمين البحري الصادر في 3 تمّوز (يوليو) 1967م، وكذلك كافَّة القوانين واللوائح والقرارات المُتعلِّقة بالتأمين. ويحتوي التقنين الحالي على ثلاثة أقسام: الأوَّل يتضمَّن الأحكام التشريعيَّة، والثاني يُخصص للوائح، والقسم الثالث يتضمَّن القرارات الوزاريَّة في شأن التأمين. ومُنذُ إصدار تقنين التأمين الفرنسي في سنة 1976م صدرت عدَّة قوانين أدَّت إلى تعديل أحكام هذا التقنين. ومن أهم هذه القوانين: القانون الصادر في 13 تمّوز (يوليو) 1982م الخاص بالتعويض عن المخاطر الطبيعيَّة، والقانون الصادر في 11 حُزيران (يونيو) 1985م بهدف تدعيم إعلام المؤمَّن لهم والشفافيَّة في عُقود التأمين على الحياة وتكوين الأموال، وقانون 5 تمّوز (يوليو) 1985م الهادف إلى تحسين تعويض ضحايا حوادث المُرور. وأخيرًا القانون رقم 89 الصادر في 31 كانون الأوَّل (ديسمبر) 1989م، والهادف إلى تطويع تقنين التأمين الفرنسي لافتتاح السوق الأوروپيَّة.

## وظائف التأمين

### وسيلة لِكفالة الأمان للمُؤمَّن له
من أبرز وظائف التأمين أنَّهُ يُقدِّمُ للإنسان المُؤمَّن له الأمان الذي يرغب في الحُصول عليه ضدَّ ما قد يلحقه من الأخطار التي تُهدده في نفسه أو في ماله، والذي تدفعهُ إليه غريزته الأساسيَّة. وهذا الأمان الذي يكفله التأمين يوجد في كافَّة أنواعه، سواء في التأمين من الأضرار أو تأمين الأشخاص. ففي التأمين من الأضرار يؤمِّن المُؤمَّن له ضدَّ الأخطار التي قد تُصيبه في ذمَّته الماليَّة. فإذا أمَّن على ماله ضدَّ خطر الحريق مثلًا، وتحقق هذا الخطر، وجد في مبلغ التأمين الذي يُستحق له ما يُعوضه عن تلك الخسارة، وما يُمكنهُ من الحُصول على بديلٍ لِما هلك من أمواله. وكذلك الحال في تأمين المسؤوليَّة، فقد أدَّت التطورات الحديثة إلى زيادة حالات المسؤوليَّة وأسبابها، وعن طريق التأمين ضدَّ المسؤوليَّة يستطيع الشخص أن يُجنِّب نفسهُ نتائج هذه المسؤوليَّة وأن يُباشر نشاطه بحُريَّةٍ واطمئنانٍ دون خوف. والتأمين على الأشخاص يلعب دورًا كبيرًا في بث روح الأمان والطمأنينة في النُفوس، فسلامة الجسد والروح من الأُمور التي لا تدوم، ولذلك يُمكنُ للإنسان، عن طريق التأمين، أن يقي نفسه ومن يعول آثار عجزه أو موته.
وإذا كان للتأمين مثل هذه الوظيفة على المُستوى الفردي، أي على مُستوى المُؤمَّن لهُ، فإنَّ الأمان الذي يُحققهُ التأمين بالنسبة لِمجموع المُؤمَّن لهم يترُكُ آثارًا هامَّة على المُستوى الاجتماعي. فهو من هذه الناحية، ونظرًا للثقة في المُستقبل التي يبُثُها في روح المُؤمَّن لهم، يُحقق مصلحةً اجتماعيَّةً عامَّةً، فبمنحهِ الأمان للمُؤمَّن لهم يُحقق التأمين ازدهار الاقتصاد القومي، ويُصبح أداةً لِزيادة الإنتاج في المُجتمع. فهو يُؤدي إلى المُحافظة على عناصر الإنتاج خاصَّةً اليد العاملة ورؤوس الأموال. ففي التأمين على الأشخاص لا يُصبح الفرد عند تعطُله أو مرضه عالة على المُجتمع لأنَّهُ يجد في مبلغ التأمين مصدر رزقٍ له إذا كان في شكل إيراد مُرتَّب مدى الحياة، كما يُمكنهُ استثمار هذا المبلغ إذا قبضهُ دفعةً واحدة. وفي التأمين على الأشياء يؤدي التأمين إلى استبدال أشياء جديدة بالأشياء الهالكة أو التالِفة، وتكون الأولى ذات قُوَّة إنتاجيَّة تفوق تلك الخاصَّة بالثانية.

### وسيلة لِتكوين رؤوس الأموال
عِند حُلول الأجل أو تحقق الخطر المُؤمَّن منه، يلتزم المُؤمِّن بأن يدفع للمُؤمَّن له مبلغ التأمين، ويُؤدي هذا المبلغ من مجموع الأقساط التي قام المُؤمَّن لهم بِدفعها، ومن هذه الناحية يُعتبر التأمين نوعًا من الادخار، وبالتحديد ادخارًا إجباريًّا، حيثُ يلتزم فيه المُؤمَّن لهُ بأن يقتطع جُزءًا صغيرًا وبصفةٍ دوريَّةٍ من دخله، يؤدّى للمُؤمِّن، مُقابل الحُصول على مبلغ التأمين عند استحقاقه. ورؤوس الأموال التي تتكوَّن لدى شركات التأمين من مجموع أقساط المُؤمَّن لهم لها أهميتها بالنسبة للمُؤمَّن لهم وكذلك بالنسبة للاقتصاد القومي. فبالنسبة للمُؤمَّن لهم تُمثِّلُ هذه الأموال المُتجمِّعة لدى شركات التأمين ضمانًا لاستيفاء حُقوقهم من قبل هذه الشركات. لِذلك يُلزم القانون شركات التأمين بِتكوين احتياطات لديها تُمثِّلُ إحدى ضمانات الوفاء بالتزاماتها، وتقوم شركات التأمين باستثمار ذلك الاحتياطي، بما يُحقق في النهاية مصلحة المُؤمَّن لهم. وعلى مُستوى الاقتصاد القومي، تلعب رؤوس الأموال التي تتكوَّن لدى شركات التأمين دورًا هامًا في تنميته وازدهاره. فشركات التأمين تُزوِّد الاقتصاد القومي بِرؤوس الأموال التي تتكوَّن لديها وذلك باستثمارها في المشروعات التي تعود بالنفع على أفراد المُجتمع، كما يُمكنُ إعطاء هذه الأموال للدولة أو للأشخاص العامَّة في شكل قُروض تُساعدها على تحقيق أهداف التنمية الاقتصاديَّة. فعلى سبيل المِثال بلغ مجموع الأقساط المُباشرة لِشركات التأمين في القطاعين العام والخاص في مصر عن السنة الماليَّة 1988\1989 حوالي 541,317 جُنيه مصري، وفي الولايات المُتحدة الأمريكيَّة بلغ رأس المال المُتوفِّر لدى المجلس الأمريكي للتأمين على الحياة في سنة 1982م حوالي 528 مليار دولار أمريكي.

### وسيلة للائتمان
يؤدي التأمين وظيفته كوسيلةٍ للائتمان على المُستوى الفردي وعلى مُستوى الدولة أيضًا. فبالنسبة للأفراد، يُسهِّلُ التأمين لهم الحُصول على الائتمان بوسائل مُتعددة. فالتأمين يؤدي إلى تدعيم الضمان الذي يُقدِّمهُ المُؤمَّن لهُ إلى دائنه، وبالتالي يُسهِّل لهُ الحُصول على الائتمان. فإذا رهن المُؤمَّن لهُ عقارًا أو منقولًا مملوكًا له ضمانًا لِتنفيذ ما عليه من ديون تجاه دائنه، فلا شك أنَّ من مصلحة هذا الأخير بقاء المال المرهون حتى يُمكنهُ التنفيذ الجبري عليه في حالة عدم الوفاء الاختياري من قِبل المدين. ولكن هذا المال قد يُفقد أو يُسرق أو يهلك بفعل حادثٍ مُعيَّن كالحريق مثلًا، فيضيع ضمان الدائن. فتفاديًا لهذه النتيجة كثيرًا ما يفرض الدائن على مدينه أن يؤمِّن له على الشيء المرهون، ضدَّ السرقة أو ضدَّ الحريق مثلًا، حتَّى إذا تحقق خطر من هذا القبيل حلَّ مبلغ التأمين محل الشيء المرهون، واستطاع الدائن المُرتهن أن يستوفي حقَّهُ من مبلغ التأمين. وقد يُريد الشخص الحُصول على ائتمان ولم يكن لديه مالٌ يُقدمه للدائن كضمان، وإنَّما كان يعتمد على عمله ومجهوده في سداد الدين، فإنَّهُ يُمكنهُ، لكي يُشجع الدائن على منحه الائتمان أن يُبرم عقد تأمين على حياته لِصالح الدائن بحيثُ إذا توفي المدين قبل سداد الدين فإنَّ الدائن يستوفي حقَّهُ من مبلغ التأمين. كما أنَّ هُناك التأمين من إعسار المدين أو تأمين الائتمان، وبمُقتضاه يستطيعُ الدائن أن يؤمِّن نفسهُ من خطر إعسار المدين فيضمن لِنفسهِ عن طريق عقد التأمين استيفاء ما لا يستطيع اقتضاءه من المدين.
وفي التأمين على الحياة يستطيع المُؤمَّن لهُ أن يُرهن وثيقة التأمين ويُقدِّم هذا الرهن ضمانًا للوفاء بِدُيونه لِدائنه، حيثُ يكون لِكُلِّ وثيقة تأمين على الحياة قيمة ماليَّة في ذاتها بعد دفع عددٍ مُعيَّنٍ من الأقساط، بحيثُ يستطيع المُستفيد من هذه الوثيقة أن يقترض الأموال من الغير بِضمان هذه الوثيقة، وعند عدم الوفاء بالدين يستطيع الدائن أن يحصل على حقه من قيمة الوثيقة. بل ويستطيع المُؤمَّن له أن يقترض من المُؤمِّن نفسه بِضمان وثيقة التأمين، فإذا لم يوفِ للمدين يخصم المُؤمِّن الدين من المبلغ الذي يستحقه المُؤمِّن له أو المُستفيد بِموجب عقد التأمين. وبالإضافة إلى ما سبق، فإنَّ التأمين يُعتبر وسيلة ائتمان بالنسبة للدولة وفروعها، التي تجد في رؤوس الأموال المُتجمَّعة لدى شركات التأمين من الأقساط المدفوعة واحتياطاتها مصدرًا هامًّا للاقتراض عن طريق السندات التي تُصدرها الدولة أو الأشخاص العامَّة، والتي تقوم بشرائها شركات التأمين.

### عامل وقائي
رُغم أنَّ الهدف المُباشر للتأمين هو تعويض المُؤمَّن لهُ عن الخسائر التي تلحق به، إلَّا أنَّ التأمين يؤدي دورًا هامًّا آخر بطريقةٍ غير مُباشرة هو الوقاية من المخاطر والعمل على تقليل نسبة وُقوع الحوادث عن طريق تلافي أسبابها، والعمل على تجنُّب وقوعها، بحيثُ أصبح عاملًا من عوامل الوقاية في المُجتمع. ويؤدي التأمين هذا الدور الوقائي بِوسائل مُتعددة. فشركات التأمين، رغبةً منها في حصر مبالغ التعويض في أضيق الحدود، تعمل بِطُرق مُتعددة على التقليل من نسبة وُقوع المخاطر المُختلفة ووقاية المُؤمَّن لهم منها. ولِتحقيق ذلك كثيرًا ما تلجأ شركات التأمين لِتكوين جمعيَّاتٍ مُشتركةٍ بينها بِقصد دراسة أسباب المخاطر واتخاذ الاحتياطات الكافية لِتوقي وُقوعها. وهي في سبيل ذلك تقوم بالاستعانة بالخُبراء والأخصائيين لِزيارة المصانع والمنازل لِتوعية العُمَّال والمُواطنين وإرشادهم إلى طُرق الوقاية من الحوادث وتقليل نسبتها، كما تستعين في ذلك بإرسال النشرات التي تُبيِّن الوسائل الفنيَّة في مُكافحة الحرائق أو مخاطر العمل. وبالنسبة لِحوادث المُرور فكثيرًا ما تشترك شركات التأمين مع غيرها من الهيئات المعنيَّة في التوعية بِقواعد المُرور والدعوة إلى اتباعها وبيان مخاطر عدم الالتزام بها.
كما تلجأ الكثير من شركات التأمين إلى وسائل مُتعددة لِتشجيع المُؤمَّن لهم على مُراعاة الحيطة وتفادي وُقوع الخطر المُؤمَّن منه. من ذلك إنقاص قسط التأمين في حالة عدم تحقق الخطر خِلال مُدَّة مُعيَّنة. فمثلًا في التأمين على السيَّارات إذا مضت عدَّة سنوات على المُؤمَّن لهُ دون أن تقع فيها حوادث فإنَّ الشركة في السنة التالية تُخفِّض لهُ القسط بنسبةٍ مُعيَّنة أو تُعفيه من بعض الأقساط مُكافأةً له. وقد تلجأ شركات التأمين في هذا الصدد إلى أن تُحمِّل المُؤمَّن له نسبةً من الخسارة وذلك دفعًا لهُ على الحرص والتروّي، وحتَّى يشعر بالخِسارة التي قد تلحق به إذا أهمل في قيادة السيَّارة مثلًا أو في اتخاذ إجراءات وقاية منزله أو مصنعه من الحريق. وتلجأ بعض الشركات في سبيل تحقيق هذا الهدف إلى إشراك المُؤمَّن لهُ في الربح الذي تُحققه الشركة ممَّا يُشجعه على أن يكون حريصًا على تجنُّب وقوع الحوادث.

## أنواع التأمين
تتنوَّع صُور التأمين في الوقت الحاضر حتَّى أصبحت لا تقع تحت حصر، وبصفةٍ خاصَّة مع التطورات السريعة في العصر الحديث، حيثُ أصبح التأمين يمتد إلى مجالاتٍ لم يكن لهُ فيها أيُّ دورٍ فيما مضى. وقد استقرَّ الفقه على تقسيم أنواع التأمين إلى نوعين أساسيين هُما: التأمين من حيثُ الشكل والتأمين من حيثُ الموضوع.

### التأمين من حيثُ الشكل
تقسيم التأمين من حيثُ الشكل يُقصد به تقسيمه بحسب الجهة أو الهيئة التي تتولّى عمليَّة التأمين. وهو من هذه الناحية ينقسم إلى نوعين: تأمين تعاوني أو تبادُلي، وتأمينٌ بقسطٍ ثابت.
- التأمين التعاوني أو التبادُلي: في هذا النوع مع التأمين تقومُ مجموعةٌ من الأشخاص، يرتبطون برابط المصلحة ويتعرَّضون لِخطرٍ مُعيَّن، بدور المُؤمِّن والمُؤمَّن لهم، وذلك في إطار جمعيَّةٍ تعاونيَّةٍ تجمعُ بينهم، بتعويض الأضرار التي قد تلحق بِأحدهم، نتيجة تحقق الخطر المُؤمَّن منه. ويتم دفع مبلغ التعويض من مجموع الاشتراكات التي يلتزم كُل عضو بدفعها. ويتميَّز التأمين التعاوني بِخصائص مُعيَّنة:

1. اجتماع صفة المُؤمِّن والمُؤمَّن لهُ في كُل عُضو من أعضاء الجمعيَّة في ذات الوقت. بمعنى أنَّهُ لا يوجد في هذا النوع من التأمين مؤمَّن لهُ يدفع قسطًا مُعينًا للمُؤمِّن، وإنَّما ذات الشخص يقوم بدور المُؤمَّن لهُ والمُؤمِّن معًا وكُلٍ منهم يدفع اشتراكًا، ومن مجموع الاشتراكات يُدفع التعويض لِمن تقع به الكارثة من بينهم.
2. قابليَّة الاشتراك الذي يدفعهُ المُؤمَّن لهم للتغيير، وعدم كونه ثابتًا. ذلك أنَّ مقدار ما يدفعهُ العُضو يتوقَّف على عدد الحوادث التي تقع بالفعل خِلال السنة ومدى خُطورتها.[44] وقابليَّة الاشتراك قد تكون مُطلقة أو نسبيَّة. فالتغييرُ يكونُ مُطلقًا عند بدء عمليَّات التأمين التعاوني حيثُ تكون قيمة الاشتراك الذي يدفعهُ كُل مؤمِّنٍ لهُ غير مُحددة وتتوقف على عدد الحوادث التي ستصُيب المُؤمَّن لهم فيما بعد ومدى جسامتها، وقد يؤدي ذلك إلى زيادة الاشتراك أضعاف قيمته الأصليَّة وذلك لِتغطية هذه الحوادث. غير أنَّ التغيير في قيمة الاشتراك قد يكون نسبيًّا وذلك عند وضع حد أقصى للاشتراك بحيثُ لا يزيد ما يدفعهُ المُؤمَّن لهُ بعد ذلك عن هذا الحد الأقصى مهما زادت درجة الأضرار.[45]
3. التضامن بين الأعضاء، إذ يتعاون أعضاء جمعيَّة التأمين التبادُلي أو التعاوني في تغطية المخاطر التي تُصيب أحدهم أو بعضهم. على أنَّ مدى هذا التضامن يتوقَّف على ما إذا كان اختلاف قيمة الاشتراك مُطلقًا، أي غير مُحدد بِمبلغٍ مُعيَّن، أو نسبيًّا، أي مُحدد بحدٍ أقصى لا يُطالبُ العُضو المُشترك بأزيد منه.[46]

- التأمين ثابت الأقساط: في هذا النوع من التأمين يلتزم المُؤمِّن، وهو شركة التأمين، بدفع مبلغ التأمين عند تحقق الخطر المُؤمَّن منه، مُقابل الأقساط الثابتة التي يدفعها المُؤمَّن لهُ. ومن هذا يتضح أنَّ المُؤمَّن لهُ ليس شخصًا واحدًا، وأنَّ القسط أو الأداء الذي يُلزم المُؤمَّن لهُ ثابتًا، كما أنَّ المُؤمِّن يلتزم وحدهُ قبل المُؤمَّن لهُ. ولذلك فإنَّ هذا النوع من التأمين يتميَّز بالخصائص التالية:[47]

1. انفصال المُؤمِّن عن المُؤمَّن لهُ، فالمُؤمِّن وهو شركة التأمين، يقوم بدور الوسيط بين المُؤمَّن لهم ويجمع منهم الأقساط لكي يستخدمها في تعويض الأضرار التي تُحيقُ بهم.
2. يكون القسط الذي يدفعهُ المُؤمَّن لهُ ثابتًا، بمعنى أنَّهُ يتحدد بِمبلغ مُعيَّن مُنذُ إبرام العقد. ويتحقق ذلك عن طريق لُجوء المُؤمَّن لهُ إلى الإحصائيَّات والدراسات الفنيَّة لِمعرفة مُعدلات ونوع الكوارث ونسبة تحققها، ويظلُّ القسط كذلك طيلة مُدَّة العقد. فيكون المُؤمَّن له على علمٍ بما يلتزم بأدائه مُنذ إبرام العقد.
3. عدم وُجود تضامن بين المُؤمِّن والمُؤمَّن لهم. فالمُؤمَّن لهُ يلتزم بِدفع القسط المُحدد مُنذ البداية، ويلتزم المُؤمِّن وحده بدفع مبلغ التأمين عند تحقق الخطر. فهو لا يعتمد إلَّا على نفسه في أداء التزاماته، ولا يُمكنهُ إلقاء أي عبءٍ في هذا الخُصوص على عاتق المُؤمَّن لهم، أيًّا كان حجم الأداءات التي يلتزم بها في مُواجهة الآخرين، ولو تجاوزت هذه الأداءات مجموع الأقساط. والمُؤمِّن، أي شركة التأمين، يستأثر في المُقابل بالربح المُتحقق من انخفاض قيمة التعويضات عن مجموع الأقساط، ولِذا يُطلق البعض على هذا النوع من التأمين مُسمّى التأمين التجاري.[48][49]

### التأمين من حيثُ الموضوع
ينقسم التأمين من حيثُ الموضوع الذي يرد عليه إلى عدَّة أنواع، فهو ينقسم إلى تأمين بحري ونهري وجوّي وبرّي، وتأمين اجتماعي وتأمين على الأشخاص وتأمين من الأضرار.

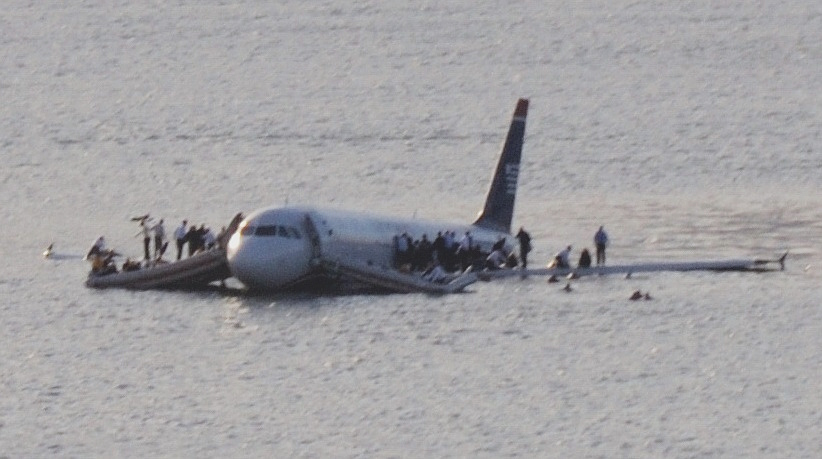
طائرة خُطوط الولايات المُتحدة رحلة 1549 بعد أن هبطت في نهر هدسون إثر اصطدامها بسربٍ من الإوز الكنديّ. مثالٌ عن المخاطر الجويَّة التي قد تتعرَّض لها الطائرة التجاريَّة وتؤدي إلى تلف حمولتها.

- التأمين البحري والنهري والجوّي والبرّي: يقومُ هذا التقسيم لِأنواع التأمين على أساس طبيعة المخاطر المُؤمَّن منها. وعلى هذا الأساس يُقصد بالتأمين البحري ذلك النوع من أنواع التأمين الذي يهدف إلى تغطية مخاطر النقل البحري سواء في ذلك المخاطر التي قد تلحق بالسفينة، مثل الغرق أو الحريق، أو المخاطر التي تُهدد البضائع، مثل تلفها أو غرقها. ولكن التأمين البحري لا يمتد إلى المخاطر التي قد تلحق بالأشخاص الموجودين على السفينة، حيثُ أنَّ التأمين على هؤلاء يدخل في نطاق التأمين البرّي. ويتَّبع التأمين البحري صورة أُخرى للتأمين وهي التأمين النهري، وتُغطّي هذه الصورة مخاطر النقل في مياه الترع والأنهار، ويخضع هذا التأمين بحسب الرأي الغالب في الفقه لِذات أحكام التأمين البحري.[51][52] والتأمين الجوّي هو التأمين الذي يُغطّي مخاطر النقل الجوّي التي تتعرَّض لها الطائرة أو حُمولتها من البضائع فقط، ويخضع هذا التأمين حسب الرَّاجح لِأحكام التأمين البرّي فيما عدا ما تُنظمهُ المُعاهدات الدوليَّة بشأنه. أمَّا التأمين البرّي فيُغطي المخاطر التي لا تندرج تحت الأنواع السابقة.[53]
- التأمين الخاص والتأمين الاجتماعي: يُقصدُ بالتأمين الخاص التأمين الذي يقومُ به الشخص توقيًا لِنتائج خطرٍ مُعيَّن، أو حادثٍ يُحتملُ وُقوعه في المُستقبل. فالشخص الذي يقومُ بهذا التأمين إنَّما يسعى إلى تحقيق مصلحةٍ خاصَّةٍ به، أي مصلحة فرديَّة،[54] هي الحُصول على الأمان لدى شركة من شركات التأمين. وفي مُقابل هذه المصلحة يتحمَّل الفرد وحده أقساط التأمين. وفي هذا التأمين الذي تقوم به شركات التأمين يكون هدف هذه الأخيرة تحقيق الربح، ويستند هذا التأمين إلى أُسسٍ فنيَّةٍ وإحصائيَّةٍ بِقصد تحقيق الهدف منه.[54] ويتميَّز هذا التأمين بأنَّهُ اختياري بحسب الأصل، وإن كانت هُناك حالات يكون فيها إجباريًّا. أمَّا التأمين الاجتماعي فهو نظامٌ يقومُ على تحقيق مصلحةٍ عامَّةٍ تتمثَّلُ في تغطية المخاطر الاجتماعيَّة التي يتعرَّض لها أفرادُ الطبقة العاملة والتي قد تحُولُ بينهم وبين مُباشرة عملهم، كالمرض والعجز والشيخوخة والبطالة. فهذا التأمين يستجيب لاعتباراتٍ اجتماعيَّةٍ تستندُ في جوهرها إلى فكرة التضامن أو التكافل الاجتماعي.[55] لذلك تُساهم الدولة مع أصحاب الأعمال والعُمَّال في تحمُّل عبء هذا التأمين، أي اشتراكاته.[54] والتأمين الاجتماعي تأمينٌ إجباريّ، وليس اختياريًّا للعامل أو صاحب العمل، متى توافرت شرُوطه. فالاشتراك في هذا التأمين التزامٌ مصدرهُ القانون الذي يُحدد أحواله وشُروطه وآثاره ولا يملك أي طرف من أطراف العلاقة التعديل في ذلك.[56] وبذلك يختلف التنظيم القانوني لِهذا التأمين عن ذلك الذي يخضع لهُ التأمين الخاص. فالتأمين الخاص يخضع لِقاعدة العقد شريعةُ المُتعاقدين ومبدأ سُلطانُ الإرادة، وذلك في إطار القواعد الآمرة، أمَّا التأمينُ الاجتماعيّ فيتولّى المُشرِّع تنظيمه من كافَّة جوانبه سواء من حيثُ الشُروط والأحكام أو المُستفيدين، كما تتولّى الدولة مُراقبة تنظيمه وتتولّى إدارة شؤونه.[57]
- التأمين من الأضرار: في هذا النوع من التأمين يكون الخطر الُمؤمَّن منه مُنصبًّا على مال المُؤمَّن لهُ وليس على شخصه. ويهدف هذا التأمين إلى تعويض المُؤمَّن لهُ عمَّا قد يلحقه من ضرر جرَّاء وُقوع الخطر المُؤمَّن منهُ، أي أنَّ لهُ صفة تعويضيَّة، وفيه لا يجوز للتعويض أن يتجاوز مقدار الضرر الذي حدث بالفعل، وبِشرط أن يكون ضمن السقف الأعلى لِحُدود التأمين المُتفق عليه بين المُؤمِّن والمُؤمَّن لهُ. ففي هذا النوع من التأمين يتمثَّل حقُّ المُؤمَّن لهُ في إعادته إلى الحالة التي كان عليها قبل حُدوث الخطر المُؤمَّن منهُ.[58] فلا يجوز أن يكون هذا التأمين مصدرًا لِإثراء المُؤمَّن لهُ. وينقسم هذا النوع من التأمين بدوره إلى قسمين أساسيين: التأمين من الأشياء والتأمين من المسؤوليَّة.

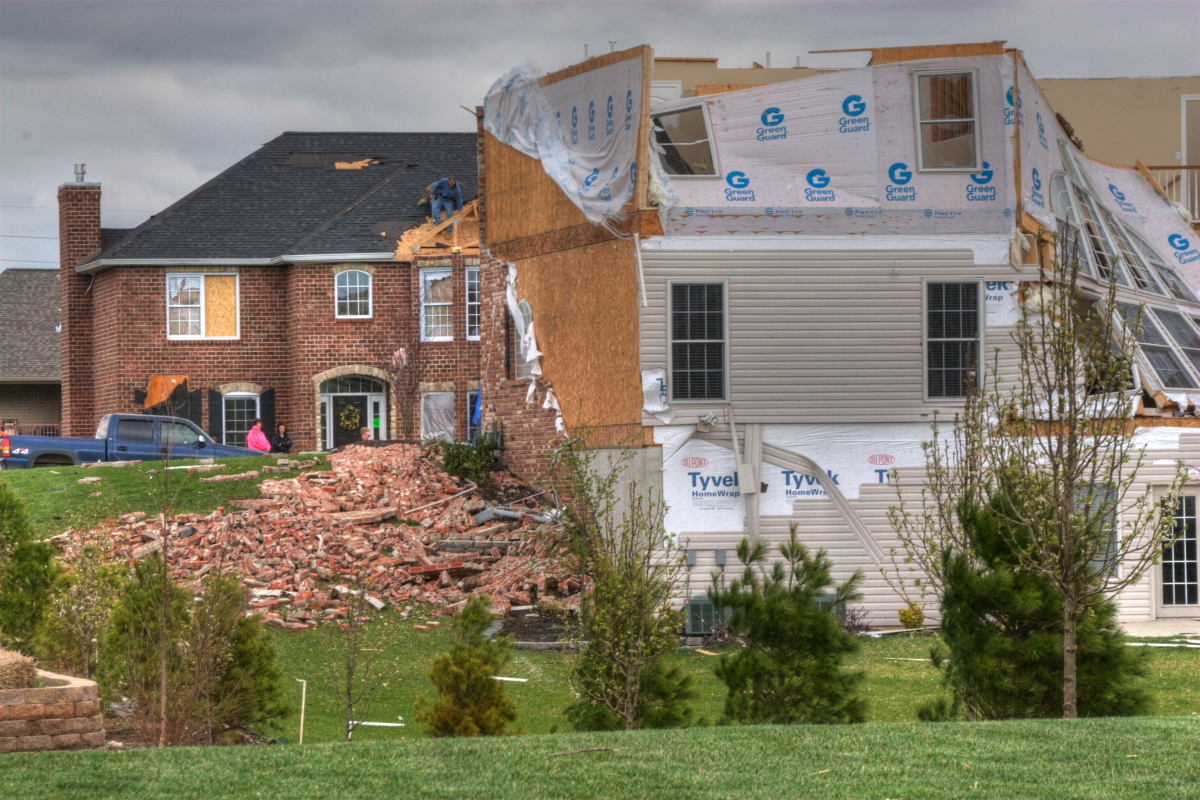
منازل مُدمَّرة بفعل إعصار في ولاية إيلينوي الأمريكيَّة. يُعتبرُ التأمينُ على المنازل ضدَّ عوامل الطبيعة إحدى أشكال التأمين على الأشياء.

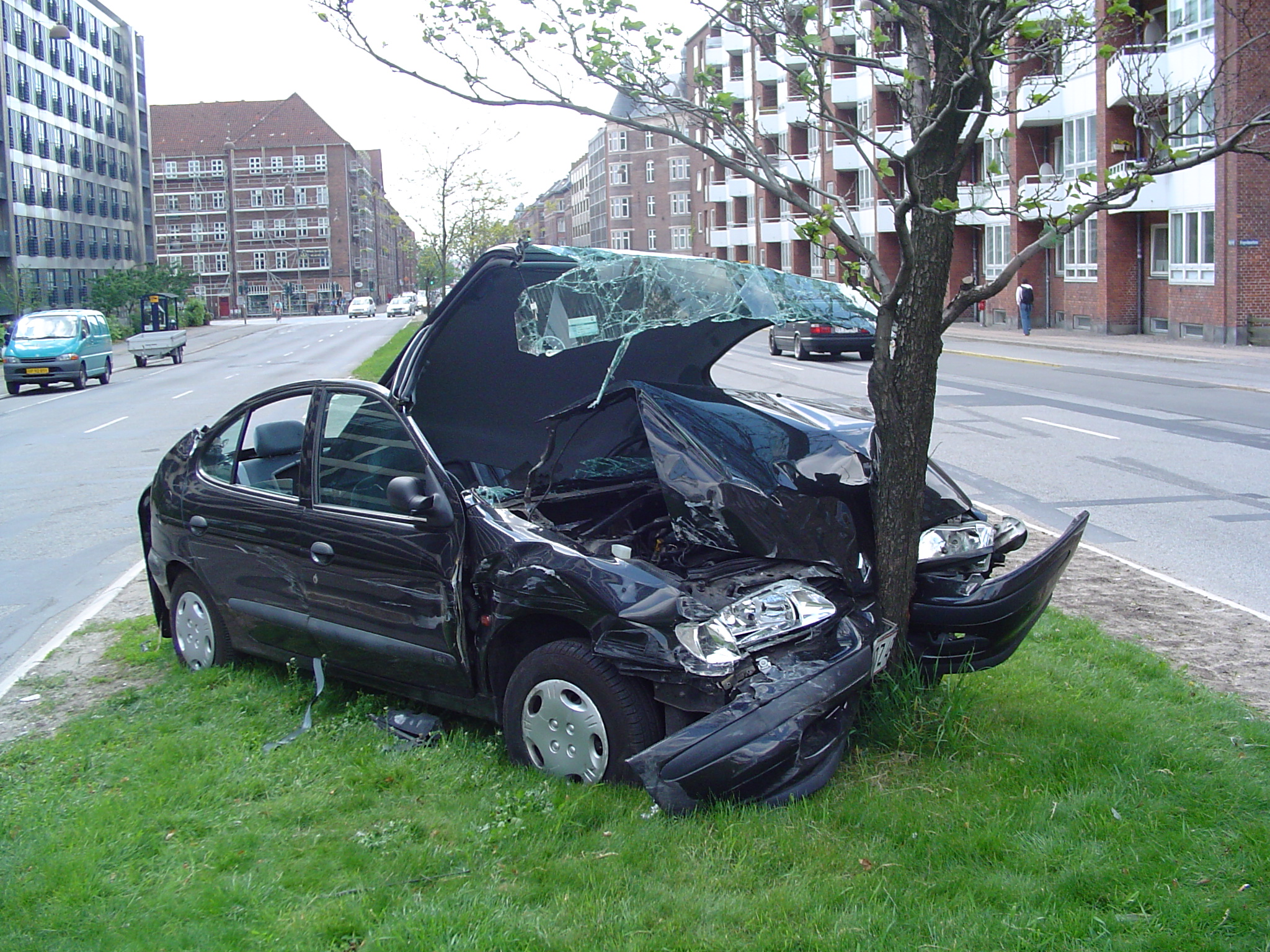
سيَّارة مُحطَّمة نتيجة حادث اصطدام في كوپنهاگن. يُعتبرُ التأمين على السيَّارات ضدَّ الحوادث أحد أشكال التأمين من المسؤوليَّة.

1. التأمين على الأشياء: هذا النوع من تأمين الأضرار يهدف إلى تعويض المُؤمَّن لهُ عن الخسارة التي تلحق بأحد أمواله عند تحقق الخطر المُؤمَّن منه. وهو بهذه الصورة لا يكون فيه سوى طرفين: المُؤمِّن والمُؤمَّن لهُ، وهو في ذات الوقت المُستفيد من التأمين. وتأمين الأشياء يشمل طائفة واسعة من أنواع التأمين، منها: تأمين المنازل من خطر الحريق وتأمين الماشية من خطر الموت وتأمين الأموال من السرقة وتأمين تلف المزروعات من الصقيع أو عوامل الطبيعة. ويندرج تحت هذا التأمين أيضًا تأمين الائتمان، فهذا التأمين رُغم أنَّهُ أقرب إلى العمليَّات المصرفيَّة منهُ إلى التأمين إلَّا أنَّهُ يُعدُّ تأمينًا على الأشياء أيضًا.[59] كما يدخل في التأمين على الأشياء عقد تأمين الاستثمار والذي يُؤمِّن بمُقتضاه صاحب الاستثمار على رأس ماله ضدَّ الأخطار غير التجاريَّة التي قد تلحق به.[60] والشيء المُؤمَّن عليهِ قد يكون مُعينًا بالذات وقت العقد كالتأمين على معدَّات أو بضائع توجد في مخزنٍ مُعيَّن، وقد يكون في حالاتٍ أُخرى غير مُعيَّن وقت العقد، ولكنَّهُ قابلٌ للتعيين عند تحقق الكارثة.[61]
2. التأمين من المسؤوليَّة: يهدف هذا النوع من التأمين إلى ضمان المُؤمَّن لهُ ضدَّ رُجوع الغير عليه بسبب الأضرار التي قد تلحق بهذا الأخير من خطأ يرتكبه المُؤمَّن لهُ قِبله ويُسبب لهُ ضررًا يُوجب مسؤوليَّتهُ. فالتأمين يهدف في هذه الحالة إلى تعويض الضرر الذي يلحق بالذِّمَّة الماليَّة للمُؤمَّن لهُ بسبب انعقاد مسؤوليَّتهُ تجاه الغير. وعلى ذلك فإنَّ الهدف من هذا التأمين ليس تعويض الضرر الذي حاق بالغير، ولكن جبر الضرر الذي يُحيقُ بالمُؤمَّن لهُ نتيجة التزامه بدفع التعويض للمضرور. والأصل أنَّ التأمين من المسؤوليَّة يتَّصف بالطابع التعويضي، ولذلك فهو أحد أقسام التأمين من الأضرار، ورُغم ذلك فإنَّ هذا الوصف ينحصر عنهُ إذا نُصَّ في الوثيقة على استحقاق مبلغ التأمين كما تمَّ الاتفاق عليه بين الطرفين بمُجرَّد تحقق الخطر بِصرف النظر عن وُجود الضرر أو مقداره.[62] ومن صُور التأمين من المسؤوليَّة: التأمين من المسؤوليَّة عن حوادث السيَّارات، والتأمين من المسؤوليَّة عن الحريق، والتأمين من المسؤوليَّة المهنيَّة، والتأمين من المسؤوليَّة عن حوادث النقل. ويفترض تأمين المسؤوليَّة وُجود ثلاثة أشخاص: المُؤمِّن والمُؤمَّن لهُ والغير المُصاب أو المضرور، والذي تكونُ لهُ في حالاتٍ مُعيَّنةٍ دعوى مُباشرة ضدَّ المُؤمِّن[63] للحُصول على تعويض الضرر الذي أصابهُ بدلًا من رفع دعوى التعويض على المُؤمَّن لهُ مُباشرةً ثُمَّ يرجع الأخير بعد ذلك بما يدفعهُ من تعويضٍ على المُؤمِّن.[64] غير أنَّ ذلك لا يجعل من عقد التأمين في هذه الحال عقدُ اشتراط لِمصلحة الغير - المضرور - وإنَّما يظلُّ غرضه الأساسي تعويض المُؤمَّن لهُ عمَّا يُصيبهُ من ضررٍ في ذمَّته الماليَّة نتيجة رُجوع الغير عليه، فهو يُبرم عقد التأمين لِمصلحته الشخصيَّة وليس لِمصلحة الغير.[63]

- التأمين على الأشخاص: هذا التأمين يتعلَّق بشخص المُؤمَّن لهُ، ويهدف إلى دفع مبلغ التأمين إذا وقع خطرٌ أو حادثٌ مُعيَّن. ويشمل هذا التأمين المخاطر التي يتعرَّض لها الإنسان في حياته أو سلامة جسمه أو صحَّته، كما يشمل بالإضافة إلى ذلك الحوادث السعيدة، كالزواج والإنجاب وغيرها. وهذا التأمين ليس لهُ صفة التعويض، فهو ليس عقد تعويض، ولذلك فإنَّ مبلغ التأمين يستحق للمُؤمَّن لهُ بِصرف النظر عن تحقق الضرر أو قدر هذا الضرر. فقد لا يقع ضرر أصلًا، كما في تحقق الحادث السعيد، كالزواج مثلًا، وقد يصعُب تحديد أو تقدير الضرر الذي وقع، كما لو كان الخطر المُؤمَّن منهُ هو الوفاة وتوفي الشخص. لذلك فإنَّ مبلغ التأمين في تأمين الأشخاص يتحدد عند التعاقد ويلتزم المُؤمِّن بدفعه بمُجرَّد تحقق الخطر أو الحادث المُؤمَّن منهُ بصرف النظر عن الضرر أو مقداره، ولِذلك يُسمّي البعض هذا التأمين بتأمين رُؤوس الأموال.[65] ويخرج عن نطاق تأمين الأشخاص كُل عمليَّة لا يُقصد بها تأمين المُؤمَّن لهُ من خطرٍ يتعلَّقُ بشخصه، وذلك كالعُقود التي تُنشئ مُرتبًا مدى الحياة، وتتخذ شكل مُعاوضة، كالبيع، أو شكل تبرُّع، كالهبة، ما دام المُلتزم بالإيراد شخصًا طبيعيًّا أو معنويًّا غير هيئات التأمين، أمَّا إذا كان المُلتزم بالدفع هو هيئة تأمين فإنَّ العقد يدخل في نطاق عُقود التأمين.[66] ومن صُور التأمين على الأشخاص التأمين على الحياة، والتأمين ضدَّ الحوادث أو الإصابات، والتأمين ضدَّ المرض.

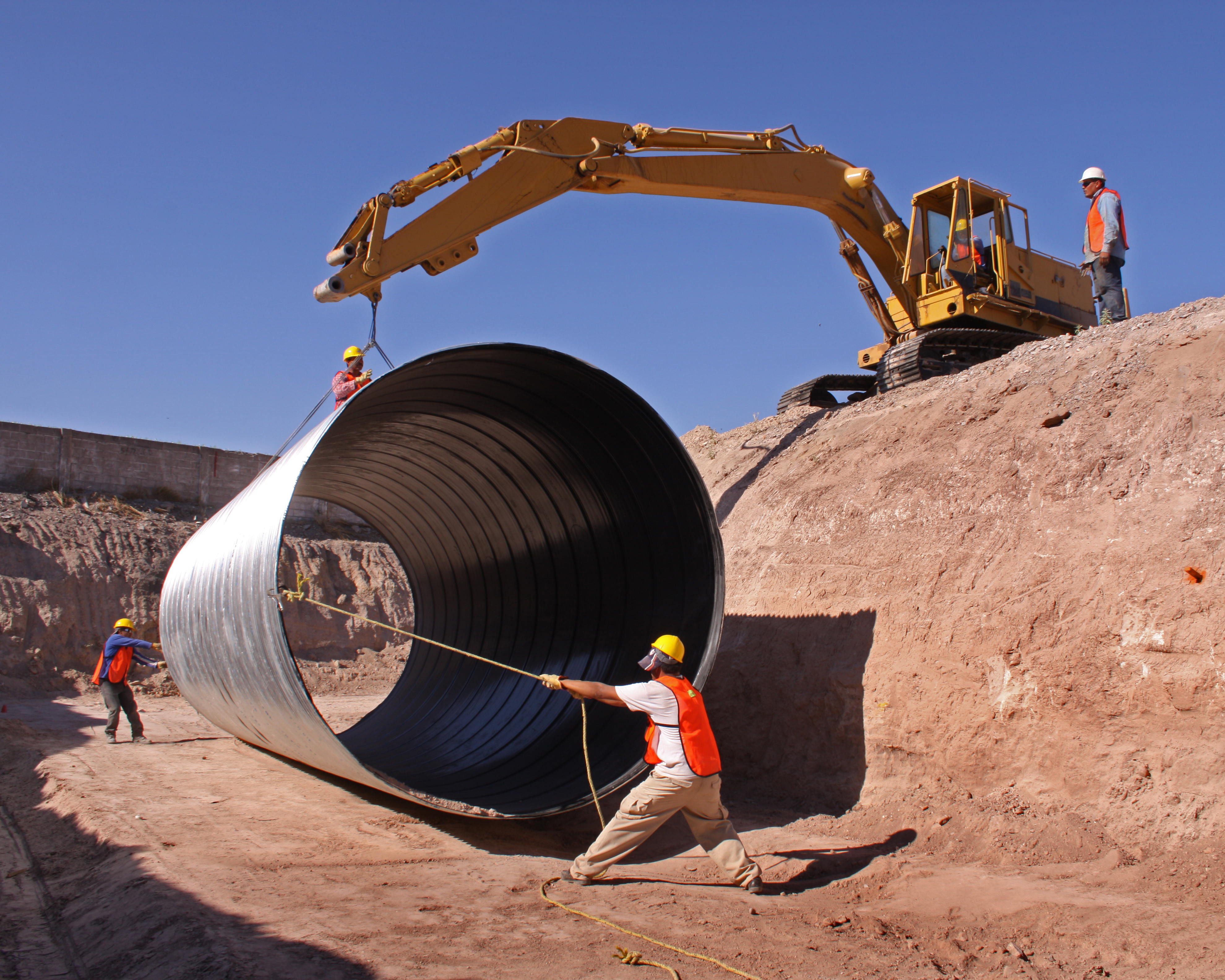
عُمَّال بناء يعملون على تركيب ماسورة صرف صحي ضخمة. يعمدُ أصحاب شركات البناء في الكثير من الدول إلى التأمين على حياة عاملي البناء المُوظفين لديهم نظرًا لِخطورة العمل الذي يقومون به.

1. التأمين على الحياة: يهدف هذا التأمين لِمُواجهة خطر الموت الذي يتعرَّض لهُ كُل إنسان في كُل لحظة، وهو إحدى مظاهر التبصّر والحيطة للمُستقبل، وهو يُعتبرُ أداةً من أدوات الائتمان يُمكِّنُ صاحبه من الحُصول على الائتمان من الآخرين بِضمان وثيقة تأمين الحياة، أو بإبرامه وثيقة تأمين على حياته لِصالحهم. كما أنَّ هذا التأمين يُعدُّ وسيلةً من وسائل الادخار على المُستوى الفردي وعلى مُستوى المُجتمع كذلك، حيثُ تُجمع أقساط تأمين الحياة واحتياطاتها لدى شركات التأمين مما يُمكنُها من استغلالها في المشروعات التي تعودُ بالنفع على الجماعة ككُل، هذا بالإضافة إلى أنَّ تجميع مبلغ الاحتياطي على مدى سريان وثيقة التأمين يُفيدُ المُؤمَّن لهُ ذاته في أيَّام شيخوخته.[67] وتتعدد صُور التأمين على الحياة بتعدد الأهداف التي يسعى إليها المُؤمَّن لهُ، ومن هذه الصور:[50] التأمين لِحالة الوفاة وفيه يلتزم المُؤمِّن بأن يدفع المبلغ المُتفق عليه عند التعاقد بمُجرَّد وفاة المُؤمَّن على حياته؛ التأمين لِحالة البقاء وفيه يلتزم المُؤمِّن في مُقابل الأقساط التي يحصل عليها بدفع مبلغ التأمين في وقتٍ مُعيَّن إذا ظلَّ المُؤمَّن على حياته حيًّا إلى ذلك الوقت؛ التأمين المُختلط وهو عقدٌ يلتزم المُؤمِّن بِمُقتضاهُ أن يدفع مبلغ مُعيَّن إلى المُستفيد عند وفاة المُؤمَّن لهُ خلال مُدَّة مُعيَّنة أو إلى المُؤمَّن نفسه إذا استمرَّت حياته حتَّى انقضاء هذه المُدَّة؛ تأمين الزواج والولادة وفي القسم الأوَّل يلتزم المُؤمِّن بدفع مبلغ مُعيَّن إلى المُؤمَّن لهُ إذا تزوَّج قبل بُلوغه سنًا مُعينة، وفي القسم الثاني يلتزم بأداء المبلغ عند ولادة أيٍّ من أولاد المُؤمَّن لهُ؛ التأمين التكميلي وهو تأمين المُؤمَّن لهُ في التأمين على الحياة من خطر عدم قُدرته على سداد الأقساط الخاصَّة بهذا التأمين بسبب مرضه أو عجزه عن العمل، فيتعهَّد المُؤمِّن بأن يقوم بدفع أقساط التأمين على الحياة بدلًا من المُؤمَّن لهُ إذا عجز الأخير عن دفعها بسبب حادثٍ أعجزهُ عن ذلك؛ التأمين الشعبي وهو تأمينٌ على الحياة يتناسب وقُدرات الطبقات الشعبيَّة ذات الموارد الضئيلة؛ التأمين الجماعي وهو التزامُ شخصٍ مسؤول عن جماعة مُعيَّنة تربطهم رابطة مُشتركة (كالعُمَّال في إحدى المصانع) بدفع أقساطٍ دوريَّة إلى إحدى شركات التأمين مُقابل التزامها بدفع تعويضات لِصالح المُستفيدين إن وقع بأحدهم خطر من الأخطار المُدرجة بوثيقة التأمين.
2. التأمين ضدَّ الحوادث والإصابات الجسديَّة: في هذا التأمين يلتزم المُؤمِّن - مُقابل القسط - بأن يُغطّي حادثًا يقعُ للمُؤمَّن لهُ، وذلك عن طريق مبلغ من المال يؤدّى إلى هذا الأخير أو إلى المُستفيد في حالة موته. ويتضح من ذلك أنَّ هذا التأمين يهدف إلى تأمين المُؤمَّن لهُ من خطر أي اعتداء جُسماني ينشأ من فعلٍ طارئٍ بسببٍ خارجيّ، وهو يُغطي الموت، أو العجز، الدائم أو المُؤقت. وفي هذا النوع من التأمين قد يلتزم المُؤمِّن بِصفةٍ تبعيَّةٍ بتغطية كُل أو بعض نفقات العلاج والدواء، التي تترتَّب نتيجة الحادث. ويُعدُّ التأمين في شقِّهِ هذا تأمينٌ من الأضرار. ورُغم ذلك فإنَّ عمليَّة التأمين في مُجملها تخضع لِأحكام التأمين على الأشخاص بالنظر إلى الشق الأساسي فيها، وإن كان ذلك لا يحول دون تطبيق أحكام التأمين من الأضرار على الشق الثانوي أي المُتعلِّق بِنفقات العلاج والدواء.[68][69]
3. التأمين من المرض: التأمين من المرض عقدٌ يتعهَّد بمُقتضاهُ المُؤمِّن - نظير أقساطٍ دوريَّةٍ - في حالة إصابة المُؤمَّن لهُ بمرضٍ أثناء مُدَّة التأمين، بأن يدفع لهُ مبلغًا مُعينًا، وبأن يرد له مصروفات العلاج والأدوية. وهذا التأمين قد يكون تأمينًا على شخص المُؤمِّن لهُ ذاته، أو شخصٌ غيره، وبصفةٍ خاصَّة أفراد عائلة المُؤمَّن لهُ.[ْ 29] ولِهذا التأمين طبيعة مُزدوجة، فهو من ناحية تأمينٌ على الأشخاص فيما يتعلَّق بتعهُّد المُؤمِّن بِأداء مبلغ التأمين المُتفق عليه بِصرف النظر عن الضرر الذي يتحقق نتيجة المرض أو مقداره. وهو من ناحيةٍ أُخرى تأمينٌ من الأضرار يخضع في ذلك للمبدأ التعويضي فيما يتعلَّق بالتزام المُؤمِّن برد مصروفات العلاج والدواء، التي يُسببها المرض أو الحادث.[70] ويشمل هذا التأمين صُورًا عديدة، وإن كان غالبًا ما يقتصرُ على ضمان مصروفات العِلاج والدواء، إمَّا بالنسبة لِجميع الأمراض، أو بالنسبة للأمراض الخطيرة فقط، وقد يقتصر على العمليَّات الجراحيَّة فقط. وإذا ما أُصيب المُؤمَّن لهُ بِمرضٍ من الأمراض الداخلة في نطاق التأمين وجب على المُؤمِّن أن يدفع لهُ مبلغ التأمين إمَّا دفعة واحدة أو على أقساط طوال فترة المرض بحسب ما يُتفق عليه. كما يجب عليه أن يدفع لهُ مصروفات العلاج والأدوية كُلَّها أو بعضها بحسب ما اتُفق عليه. وللمُؤمَّن لهُ أن يختار الطبيب الذي يُعالجه. مُقابل ذلك يتخذ المُؤمِّن من الاحتياطات ما يلزم لِمنع تعسُّف المُؤمَّن لهم، من ذلك أنَّهُ يشترط أن يكون الطبيب مؤهلًا تأهيلًا طبيًّا كافيًا، واحتفاظه بحق استبعاد بعض الأطباء، ويُشترط أحيانًا مُمارسة نوع من الرقابة الطبيَّة عن طريق فحص المُؤمَّن لهُ بِمعرفة طبيب يختاره هو (أي المُؤمِّن) ويتحمَّل نفقاته.[ْ 30]

## عقد التأمين

### خصائص عقد التأمين

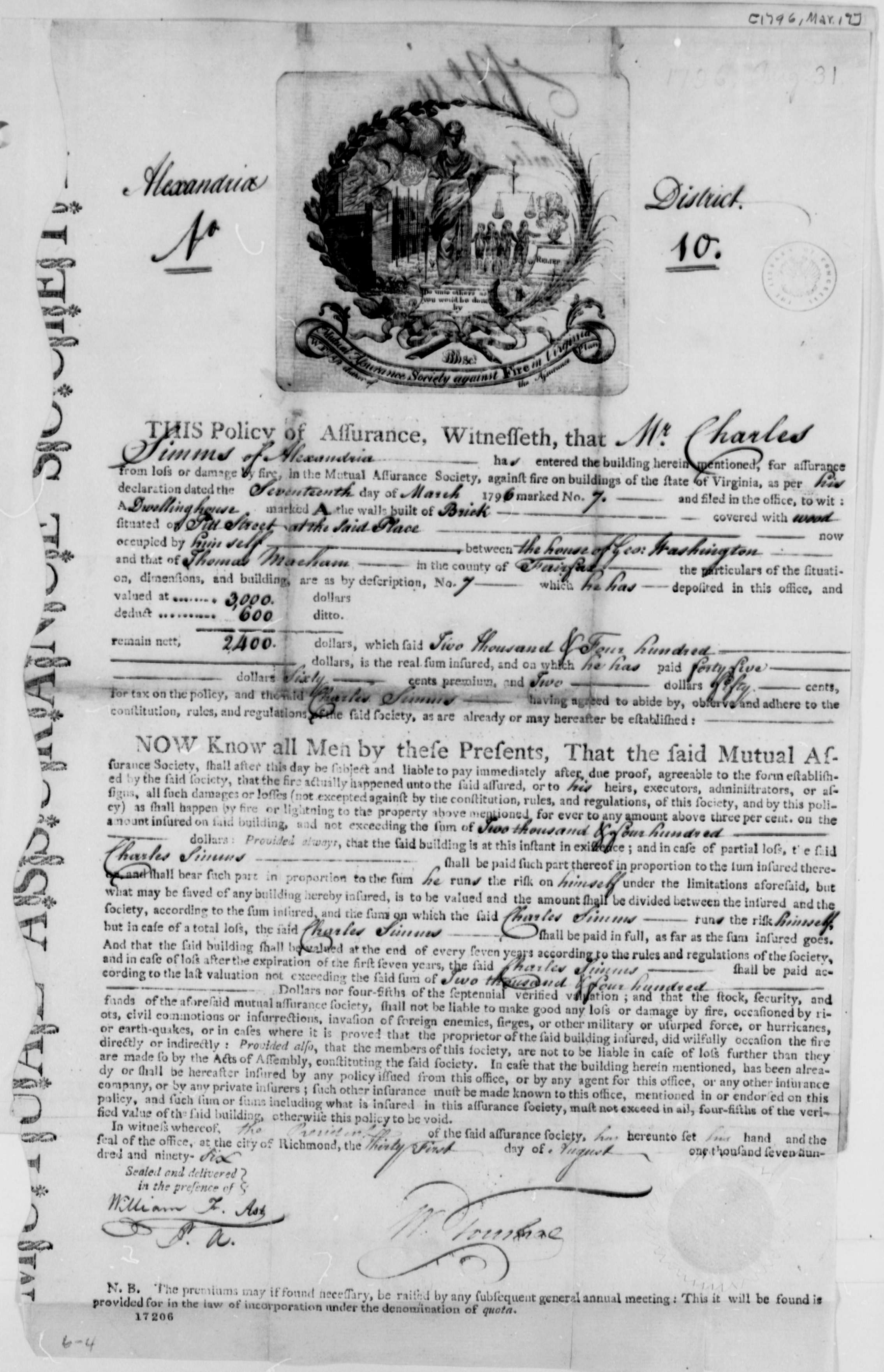
عقدُ تأمينٍ أمريكي قديم يرجع لِسنة 1796م.

يتميَّز عقد التأمين بخصائص مُتعددة، يُمكن إجمالها في أنَّهُ: عقدٌ رضائيّ يقعُ بتراضي المُتعاقدين، وعقدُ مُعاوضة يحصلُ كُل طرفٍ فيه على مُقابل لِما يُعطيه، وهو عقدٌ احتماليّ لا يعرفُ فيه كُلٌّ من المُتعاقدين أو احدهُما عند إبرامه مقدار ما يأخذه أو يُعطيه من العقد، فيتحدد مدى التزاماته أو منفعته في المُستقبل عند حُدوث أمرٌ غير مُحقق الوقوع أو غير معروف وقت حُصوله؛ وهو عقدٌ مُلزمٌ للجانبين إذ يكون كُلٌ منهما مُلتزمٌ تجاه الآخر، وهو عقدٌ زمنيٌّ مُستمر يلعبُ الزمن دورًا رئيسيًّا فيه بحيثُ تكونُ الالتزامات الناشئة عنه أداءات مُتكررة يستمرُّ الوفاء بها مُدَّةً من الزمن، وهو عقدُ إذعان أي ينفرد أحد المُتعاقدين بوضع شُروط التعاقد وتحديد مضمونه بحيثُ لا يكون أمام المُتعاقد الآخر، إذا ما أراد التعاقد، إلَّا أن يقبل هذه الشُروط المُعدَّة سلفًا دون أن يكون له حق مُناقشتها؛ وكذلك يحتمل أن يكون عقد التأمين عقدًا تجاريًّا أو مدنيًّا بالتوقف على صفة أطرافه، وهو عقد حُسن نيَّة شأنهُ في ذلك شأن كُل العُقود القانونيَّة.

### طرفا العقد
عقدُ التأمين هو عقدٌ يُبرمُ بين المُؤمِّن والمُؤمَّن لهُ، يلتزم بمُقتضاه المُؤمِّن أن يدفع تعويض للمُؤمَّن لهُ أو المُستفيد يتمثل في المبلغ المالي المنصوص عليه في عقد التأمين، كما يلتزم المُؤمَّن لهُ في المُقابل بدفع قسط التأمين دفعةً واحدةً أو على أقساطٍ مُنتظمة، وكثيرًا ما يشهدُ الواقع قيام شخصٍ مقام المُؤمِّن بإبرام عقد التأمين، وكذلك الحال بالنسبة للمُؤمَّن لهُ. والغالب أن يكون المُؤمِّن شركة مُساهمة، وقد يتخذ المُؤمِّن شكلًا آخر، وهو جمعيَّة التأمين التبادلي أو التعاوني. ولا يُثيرُ تحديد أطراف عقد التأمين في حالة التأمين التبادلي أو التعاوني صُعوبةً خاصَّة، إذ أنَّ كُل عُضو في جمعيَّة التأمين التبادلي أو التعاوني يُعتبرُ مُؤمِّنًا ومُؤمَّنًا لهُ في ذات الوقت. أمَّا بالنسبة إلى شركات التأمين، حيثُ تنفصل شخصيَّة المُؤمِّن عن شخصيَّة المُؤمَّن لهُ، فالتعاقد يتمُّ في الأصل بين شركة التأمين باعتبارها المُؤمِّن وبين العُملاء وهم المُؤمَّن لهم. غير أنَّ هذا التعاقد لا يتم عادةً بطريقةٍ مُباشرة بين شركة التأمين وبين العُملاء، إذ يغلب أن يتوسَّط بينهم وُسطاء. وتختلف السُلطة التي يتمتَّع بها الوسيط باختلاف صورته. فقد يكون الوسيط وكيلًا مُفوضًا، وهو يتمتَّع بِأوسع السُلطات التي قد يتمتَّع بها وُسطاء التأمين، حيثُ يكون لهُ أن يُبرم العقد، كما يكونُ لهُ إجراء أي تعديل للعقد ومد وإنهاء العقد، ولهُ إذا ما أبرم العقد أن يقبض الأقساط ويُسوّي المبالغ المُؤمَّن بها. ويلي الوكيل المُفوَّض في السُلطة المندوب ذو التوكيل العام، ولِهذا الوسيط إبرام عقد التأمين مع المُؤمَّن لهُ وفقًا لِشُروط التأمين العامَّة المألوفة دون أن يكون لهُ تعديلها سواء لِمصلحة المُؤمِّن أو المُؤمَّن لهُ.

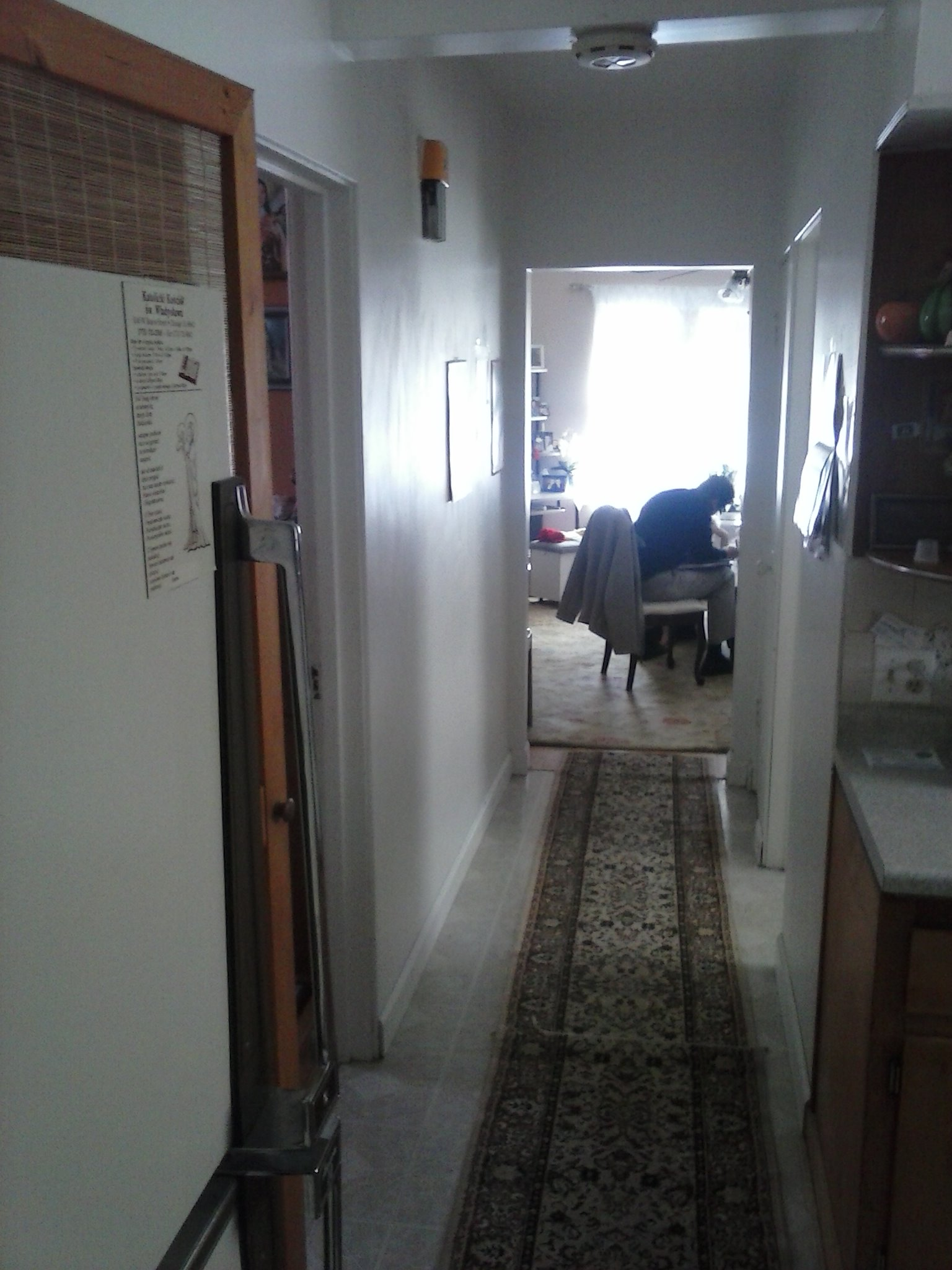
عميل لِإحدى شركات التأمين أثناء مُزاولته عمله.

وقد يكون وسيط التأمين سمسارًا، وهو يملك أضيق السُلطات التي يملكُها وُسطاء التأمين، ومدى ما يتمتع به من سُلطة يختلفُ بحسب الأحوال، فقد تكون سُلطة هذا الوسيط غير موضحة الحُدود، ففي هذه الحالة لا تكون لهُ سُلطة في إبرام عقد التأمين مع المُؤمَّن لهُ، بحيثُ يقتصر دوره في هذا الصدد على البحث عن العميل الذي يتعاقد مُباشرةً مع شركة التأمين، وتقوم هذه بعد ذلك بتسليم وثيقة التأمين إليه لِيُسلمها بدوره إلى المُؤمَّن لهُ، مُقابل ذلك يكونُ للسمسار في هذه الحالة بعضُ السُلطات المحدودة في مجال تنفيذ العقد، كقبض الأقساط والتعويضات الواجب دفعها، وتسليم وثائق التأمين وُعقود الامتداد الصادرة من المُؤمِّن، وتسليم البيانات التي يجب على المُؤمِّن لهُ أن يُقدمها للمُؤمِّن في أثناء قيام العقد. أمَّا إذا كانت سُلطة السمسار قد تحددت بوضوح بحيثُ اقتصرت على مُجرَّد البحث عن مؤمَّن لهُ، فإنَّ مُهمته تتحدد بذلك وينتهي دوره بأداء هذه المُهمَّة، ويتمُّ إبرام عقدُ التأمين بين المُؤمِّن والمُؤمَّن لهُ مُباشرةً، ولِهذا لا يكونُ مُلزمًا بصفته الشخصيَّة ولا بصفته ضامنًا عن دفع مبلغ التأمين، كما لا تكون شركة التأمين مسؤولة عمَّا وعد به السمسار من تعديل شُروط التأمين العامَّة التي تتضمنها وثيقة التأمين أو من إضافة هذه الشُروط.
الطرف الآخر في عقد التأمين، وهو المُؤمَّن لهُ، يجمع عادةً، وبصفةٍ خاصَّة في التأمين من الأضرار، بين صفاتٍ ثلاث: فهو أولًا الطرف المُتعاقد مع المُؤمِّن، وهو بهذه الصفة يتحمَّل جميع الالتزامات الناشئة عن عقد التأمين والتي تُقابلُ التزامات المُؤمِّن، ويُسمَّى بهذه الصفة «طالبُ التأمين» ويُسميه البعض «المُستأمن». وهو ثانيًا الشخص الذي يُهددهُ الخطر المُؤمَّن منهُ، ويُسميه البعض في خُصوص هذه الصفة بالمُستأمن، ويُسميه البعض الآخر «المُؤمَّن عليه»، ويُطلق عليه أيضًا «المُؤمَّن لهُ» وهي التسمية الغالبة في الفقه. وهو ثالثًا الشخص الذي يقبض مبلغ التأمين الذي تلتزمُ شركة التأمين بدفعه عند تحقق الخطر، ويُسمّى بهذه الصفة «المُستفيد». وقد يقوم هذا الطرف في عقد التأمين - المُؤمَّن لهُ - بالتعاقد مع الطرف الآخر - المُؤمِّن - مُباشرةً بصفته أصيلًا. وقد يُبرم عقد التأمين نائبًا عن المُؤمَّن لهُ، والنائب قد يكونُ وكيلًا كما قد يكونُ فُضوليًّا(1) متى توافرت شُروطُ الفضالة. وقد لا تتوافر شُروطُ الفضالة ومع ذلك يعقد الشخص تأمينًا لِحساب غيره دون وكالة، فإذا أقرَّ الغير ذلك اعتُبر من قام بالتأمين لِحسابه وكيلًا عنه.
وكما يجُوزُ اجتماع صفات المُتعاقد والمُؤمَّن لهُ والمُستفيد كما سلف، فإنَّها قد تتفرَّق على عدَّة أشخاص. فقد يكون المُتعاقد أو طالب التأمين والمُؤمَّن لهُ شخصًا واحدًا ويكون المُستفيد شخصًا آخر. ويقع هذا كثيرًا في حالة التأمين على الحياة عندما يؤمِّنُ شخص على حياته لِمصلحة أولاده مثلًا، فيكون هذا الشخص هو طالب التأمين لأنَّهُ هو الذي تعاقد مع شركة التأمين، وهو في ذات الوقت المُؤمَّن لهُ، لِأنَّهُ أمَّن على حياته هو، أمَّا المُستفيد الذي يعود إليه مبلغ التأمين فهم أولاده. وقد يكون المُتعاقد أو طالب التأمين والمُستفيد شخصًا واحدًا، والمُؤمَّن لهُ شخصٌ آخر، ويكون ذلك مثلًا في حالة ما إذا أمَّن شخص على حياة مدينه، حيثُ يكون المُتعاقد هو المُستفيد من التأمين، والمدين هو المُؤمَّن لهُ، أو المُؤمَّن على حياته. ويجوز كذلك أن يكون المُؤمَّن لهُ والمُستفيد شخصًا واحدًا، ويكون المُتعاقد، أي طالب التأمين شخصًا آخر. ويكون ذلك في حالة التأمين لِحساب من يثبت لهُ الحق فيه، أو بصفةٍ عامَّة التأمين لِحساب الغير. مِثال ذلك أن يُبرم شخصٌ تأمينًا ضدَّ المسؤوليَّة عن حوادث السيَّارات لِحساب أي سائق يقود سيَّارته، فمالك السيَّارة هو المُتعاقد، والمُؤمَّن لهُ والمُستفيد هو أي سائق يقود السيَّارة. وأخيرًا فقد تتفرَّق الصفات السَّابقة على ثلاثة أشخاص إذ يكون المُتعاقد، أو طالب التأمين، شخصًا آخر غير المُؤمَّن لهُ والمُستفيد، ويكون المُؤمَّن لهُ شخصًا مُستقلًا غير المُتعاقد والمُستفيد، ويكون هُناك المُستفيد الذي يستقل عن المُؤمَّن لهُ والمُتعاقد، مثالُ ذلك التأمين الذي يُبرمهُ شخصٌ على حياة آخر.

### إبرام العقد
يمُرُّ إبرام عقد التأمين من الناحية العمليَّة بِمراحل مُتعددة يتميَّزُ بها هذا العقد عن غيره من العُقود. فيتمُّ ذلك بتقديم طلب من طالب التأمين إلى المُؤمِّن. وقد يحتاجُ البت في هذا الطلب من قِبل المُؤمِّن إلى فترةٍ قد تطول حتَّى يحسم الأخير أمره ويقبل تغطية الخطر المُراد التأمين منه. لِهذا قد يُتفق على تغطية هذا الخطر تغطيةً مؤقتةً خلال تلك الفترة إلى حين توقيع وثيقة التأمين النهائيَّة. والغالب أنَّ طالب التأمين لا يسعى بنفسه إلى المُؤمِّن في مقرِّه وإنَّما يسعى إليه وسيطُ التأمين في موطنه لِحثِّه على إبرام العقد وبيان مزايا التأمين ونوع التأمين الذي يُناسبه، فإذا اقتنع قدَّم لهُ الوسيط نموذجًا مطبوعًا لِطلب التأمين أعدَّهُ المُؤمِّن من قبل. وهذا الطلب يتضمَّن عادةً مجموعةً من الأسئلة تتعلَّق بالعناصر الرئيسيَّة للعقد المُراد إبرامه وخاصَّةً الخطر المطلوب التأمين منه والظُروف التي تُحيط بهذا الخطر ومبلغ التأمين الذي يتعهَّد المُؤمِّن بِدفعه عند تحقق هذا الخطر ومقدار الأقساط الواجب دفعها ومواعيد الدفع. ويقوم طالب التأمين بالإجابة على تلك الأسئلة وتوقيع الطلب وتسليمه للوسيط ليُرسله إلى المُؤمِّن. ولا يُعدُّ مُجرَّد الإجابة على الأسئلة التي يتضمنها طلب التأمين والتوقيع على هذا الطلب وتسليمه على النحو السَّابق من جهة طالب التأمين إيجابًا بالتعاقد من ناحيته. كما أنَّ قيام شركة التأمين أو مندوبها بِتسليم الطلب إلى طالب التأمين لا يُعدُّ إيجابًا من جهة المُؤمِّن. ولِهذا فإنَّ هذا الطلب لا يُلزم أيًّا من الطرفين. فمن ناحية المُؤمِّن لا يُمكنُ القول بأنَّ مُجرَّد تسليمه الطلب المطبوع إلى طالب التأمين يعني أنَّهُ أصدر إيجابًا مُلزمًا، فهو بهذا العمل إنَّما يرمي إلى الحُصول على البيانات اللازمة التي يستطيع من خلالها الوُقوف على الخطر المُراد التأمين منهُ وظُروفهُ وتقرير قُبوله التعاقد على بينة من الأمر، كما يُمكنهُ كذلك تحديد القسط واجب الأداء. لذلك يحتفظ المُؤمِّن بِقُدرته على قبول الطلب ورفضه. وإذا رفض التعاقد لم يكن مُلزمًا بشيءٍ نحو طالب التأمين ولا يُطالب ببيان أسباب هذا الرفض.

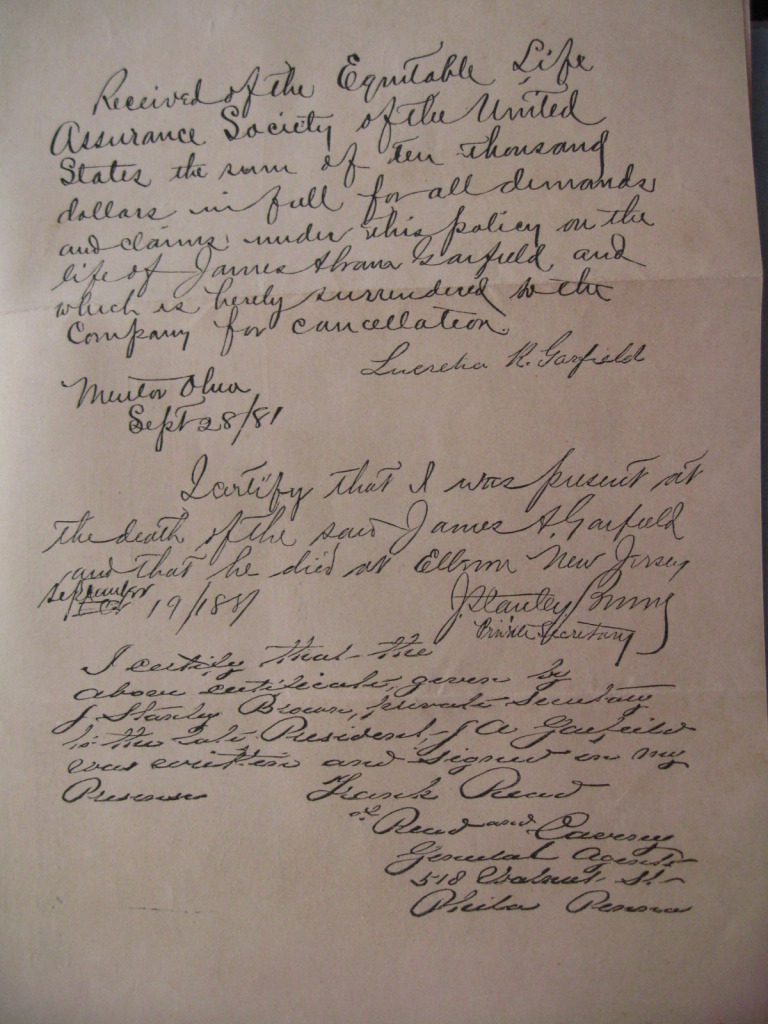
بوليصة التأمين على الحياة الخاصَّة بالرئيس الأمريكي العشرين جيمس گارفيلد.

ومن ناحية طالب التأمين فإنَّ مُجرَّد تقديم طلب التأمين المُوقع منهُ لا يُلزمهُ كذلك، سواء اتخذ صورة إجابات على الأسئلة الواردة بالنموذج المطبوع بمعرفة المُؤمِّن، أو صورة طلب حرَّرهُ طالب التأمين بِمعرفته على ورقة عاديَّة، ذلك أنَّ تقديم هذا الطلب إنَّما يُقصدُ به، من ناحية طالب التأمين، معرفة شُروط التعاقد وخاصَّةً القسط الذي يجب أن يدفعهُ في مُقابل التأمين. ولِهذا فإنَّهُ إذا وصل رد المُؤمِّن على الطلب فلا يكون طالب التأمين مُلزمًا بالتعاقد. ومع ذلك فإنَّ طلب التأمين المُقدَّم من طالب التأمين يُعدُّ إيجابًا من ناحيته إذا تضمَّن جميع العناصر الأساسيَّة اللازمة لانعقاد عقد التأمين. فإذا ما عُيِّن في هذا الطلب ميعادًا لِقبول المُؤمِّن فإنَّ طالب التأمين يلتزمُ بالإبقاء على إيجابه ولا يستطيع العُدول عنه في الميعاد المُحدد قبل أن يُعبِّر المُؤمِّن عن إرادته خلال هذا الميعاد. فإذا رجع عن إيجابه خلال هذا الميعاد فلا يُؤثِّر ذلك على انعقاد العقد. ويتحقق ذات الأثر إذا لم يُحدد ميعادًا في الطلب متى أمكن استخلاصه من ظُروف الحال أو من طبيعة المُعاملة. أمَّا إذا لم يتضمَّن الطلب ميعادًا للقبول ولم يُمكن استخلاص هذا الميعاد من الظُروف، فيجوز لِطالب التأمين الرُجوع عن إيجابه ما دام أنَّهُ لم يقترن بِقبول المُؤمِّن. وقد يستغرق النظر في قبول طلب التأمين والرَّد عليه وقتًا طويلًا، كما أنَّهُ في حالة قبول طلب التأمين من قبل المُؤمِّن فإنَّ تحرير وثيقة التأمين وتوقيعها من طالب التأمين قد يتطلَّب وقتًا طويلًا، ولا شكَّ أنَّ طالب التأمين يتعرَّض خلال هذه المُدَّة أو تلك للخطر الذي يُريد أن يُؤمِّن نفسهُ منه مما يؤدّي إلى أن يتحمَّل آثاره وحده إذا تحقق خلال هذه الفترة. لذلك، وفي سبيل الرغبة في تغطية الخطر مُباشرةً خلال الفترة السَّابقة على قيام العقد بصفةٍ نهائيَّةٍ وترتُبه لِآثاره، يتَّفق طالب التأمين مع المُؤمِّن على تغطيةٍ وقتيَّةٍ للخطر خِلال تلك الفترة. ويتم ذلك عن طريق مُذكرة وقتيَّة بِمُقتضاها يلتزمُ المُؤمِّن بِتحمُّل الخطر عند وُقوعه وذلك بالشُروط التي يتمُّ الاتفاق عليها بين الطرفين.

### محل العقد
هُناك عناصر مُتعدِّدة لِمحل عقد التأمين وكُل الالتزامات الناشئة عنه، وهذه العناصر هي الخطر والقسط وأداء المُؤمِّن والمصلحة.
- الخطر: هو العُنصر الأساسي في عقد التأمين، فالمقصود من التأمين هو ضمان المُؤمَّن لهُ من النتائج التي قد تنتج إذا تحقق خطرٌ يستهدفه.[81] كما أنَّ الخطر هو أساس حسابات المُؤمِّن كُلَّها.[85] ويُمكنُ تعريف الخطر بأنَّهُ حادثٌ مُحتملُ الوقوع لا يتوقف تحققه على محض إرادة أحد المُتعاقدين وعلى الخُصوص إرادة المُؤمَّن لهُ.
- القِسط: يُمكنُ تعريف القِسط بأنَّهُ المبلغ النقدي الذي يدفعهُ المُؤمَّن لهُ للمُؤمِّن مُقابل تحمُّل الأخير تبعة الخطر المُؤمَّن منهُ. فالقسط هو ثمن الأمان الذي يحصل عليه المُؤمَّن لهُ،[86] فهو كالثمن في عقد البيع وكالأُجرة في عقد الإيجار.
- أداء المُؤمِّن: هو محل التزامه، وهو العمل الذي يتعيَّن عليه القيام به عند تحقق الخطر المُؤمَّن ضدَّه. ومحل هذا الأداء، وهو يتمثَّل عادةً في مبلغ التأمين، يُقابل القِسط وهو محل الأداء الذي يلتزمُ المُؤمَّن لهُ بالقيام به.[87]
- المصلحة: يُقصد بالمصلحة في التأمين الفائدة التي تعود على المُؤمَّن لهُ من عدم تحقق الخطر المُؤمَّن منهُ.[88]

## الآثار الاجتماعيَّة والاقتصاديَّة للتأمين
يُعدُّ التأمين سمةً رئيسيَّةً في المُجتمعات المُعاصرة التي شهدت بصورةٍ جليَّةٍ نمو دوره الاقتصادي والاجتماعي، ويُمكنُ القول أنَّ التأمين يأتي بين القطاعات الاقتصاديَّة التي تُحققُ للمُجتمع أكبر الفوائد، فوُجود برامج فعَّالة للتأمين على الأُصول والمُمتلكات يزيدُ من إقدام أصحاب الثروات على الاستثمار، لأنها ستُقلّل المخاطر التي يواجهونها، فيصيرُ بإمكانهم حصر ما يُواجهونه من مخاطر بتلك المُتعلِّقة بالعمل التجاري فحسب، فيزداد مستوى تخصصهم وخبرتهم. والتأمينُ يُوفرُ مُناخًا آمنًا ومُستقرًا يُمارسُ فيه كلٌّ من أصحاب الأعمال (أو رجال الإدارة بحسب الأحوال) والعاملين أدوارهم في عمليَّات الإنتاج بصورةٍ تنعكسُ على تحسين الإنتاجيَّة وزيادتها. والتأمين كذلك يلعب دورًا في تيسير حُصول المشاريع على التمويل التي تحتاج إليه (الائتمان) من المصادر الخارجيَّة، حيثُ إن مُجرَّد التأمين على عمليَّات هذه المشاريع يمنحها مصداقيَّة لدى البنوك وغيرها من مؤسسات التمويل بل إنها قد تضعه شرطًا لمنح الائتمان. ويُعتبرُ قطاع التأمين يما يتولَّد لديه من فوائض مُتراكمة مصدرًا مُهمًّا جدًا لِتمويل خطط التنمية الاقتصاديَّة في كثيرٍ من الدول، إذ أنَّ شركات التأمين تقوم بتعبئة المُدخرات التي تتكوَّن عن دفع المُشتركين أقساط التأمين بأنواعه المُختلفة، وثُم تُوجهها نحو المشاريع الاستثماريَّة وبخاصة تلك طويلة الأجل. وأخيرًا فإنَّ التأمين يؤدي إلى الاستقرار التجاري عن طريق التعويض عن المسؤوليَّة تجاه الآخرين.
أمَّا اجتماعيًّا فمن الملحوظ أنَّ التأمين يُقوي الروابط بين بعض أفراد المُجتمع بما يفرضهُ من تعاونٍ بينهم على مواجهة ما يتعرضون له من أخطار، كذلك فهو يُنمّي لدى الفرد الشُعور بالمسؤوليَّة حيال الأشخاص المعني بهم. كذلك فإنَّ التأمين يُساهم بصورةٍ ملموسةٍ في التصدي لمُشكلة تأتي على رأس المُشكلات الاجتماعيَّة هي مشكلة البطالة، حيثُ أنَّهُ من المعلوم أنَّ قطاع التأمين من القطاعات كثيفة العمالة. وفي ظل التأمين الصحيّ الإلزاميّ يسودُ مُجتمعٌ صحيٌّ قادرٌ على التفاعل الإيجابي من خلال توافر الرعاية الطبيَّة المُتكاملة وإتاحة الخدمات العلاجيَّة لجميع أفراد المجتمع. ومن الثابت أنَّ التأمين لا يؤدي إلى التعويض عن الضرر فحسب، بل يؤدي إلى تحسُّن مُستوى السلامة، وتقليل حجم الأخطار؛ لأن لِشركات التأمين مصلحة دائمة في تقليل الحوادث وسدّ الذرائع إلى وقوع المكروه وتفادي أسباب حدوث الخسائر. ويقتضي هذا تمويل الأبحاث، وتطوير البرامج والإجراءات التي تولد الحوافز لدى المُشتركين بالاهتمام بالسَّلامة، واشتراط إجراءات يلتزم بها المُستأمنون. على الرُغم من ذلك، أظهر استبيان المُستهلك العالمي للتأمين الذي أصدرته شركة إرنست ويونگ سنة 2014م تراجع ثقة بعض الناس بشركات التأمين، فعلى سبيل المِثال تبيَّن أنَّ مُعدَّل ثقة المُستهلك في شركات التأمين بلغت 52% فقط في كلٍّ من المملكة العربيَّة السُعوديَّة والإمارات العربيَّة المُتحدة، مقارنة مع 73% للمتاجر الكُبرى، و71% للبنوك، و67% لِشركات الأدوية. وخلُصت الدراسة إلى أنَّ التفاعل بين شركات التأمين والمُستهلكين يجري حاليًّا بشكلٍ نادرٍ في تلك البلاد.

## رأي الدين في التأمين
أبدى بعضُ عُلماء وأحبار اليهود عدَّة تحفُّظات على نظام التأمين قائلين أنَّ اتباعهُ يُمثلُ اعتراضًا على مشيئة الله، غير أنَّ غالبيَّة هؤلاء يقبلون به طالما كان يُطبقُ باعتدال دون مُغالاة. يُشيرُ بعض رجال الدين المسيحيّون أنَّ التأمين نظرًا لأنَّهُ لم يُذكر بصورة مُحدَّدة في الكتاب المُقدَّس فلا بُد من اللُجوء إلى الاعتماد على المبادئ والتعليم الكتابي بصورةٍ إجماليَّة. ونظرًا لأنَّ بعضُ المبادئ الكتابيَّة تنصُّ على وُجوب طاعة المسيحي المؤمن للسُلطات، فيجبُ عليه الإذعان لِما تفرضه الدولة على المُواطنين، ومن أمثلة ذلك التأمين الإلزامي على الصحَّة أو السيَّارة مثلًا. ولأنَّ الله يدعو الإنسان إلى رعاية أسرته وحماية مصالحها والتخطيط للمُستقبل، فيُمكنُ أن يُعتبر التأمين على الحياة تدبيرًا حكيمًا أو وكالة حكيمة على المصادر الماليَّة، كونه يصب في خانة التخطيط والاستعداد لوفاة أحد الوالدين المفاجئ غير المُتوقع، ويستشهدُ هؤلاء بآياتٍ من الكتاب المُقدَّس تقول بأنَّ المرء إذا أراد أن يخدم الآخرين يجب عليه أن يبدأ بخدمة عائلته. فالتأمين، في هذا الضوء، يُمكن أن يكون وسيلةً جيِّدة ومُناسبة لِتحقيق هذه الأهداف. رُغم ذلك فإنَّ هُناك بعض الطوائف والجماعات المسيحيَّة التي تُعارض التأمين مُعارضةً شرسة وتعتبرُ تطبيقهُ دليلٌ على ضعف الإيمان، ومن أبرز تلك الجماعات طوائف تجديديَّة العماد، مثل: المينوناتيَّة والأميش والهوتيرتيّون والأخوة في المسيح، لكن رُغم ذلك فإنَّ كثيرًا من هؤلاء يُشاركُ في برامج تأمينيَّة خاصَّة بالطائفة تعمل على توزيع المخاطر بين أبنائها فقط.
يُفرِّق الإسلام بين نوعين من التأمين، وهُما التأمين التعاوني والتأمين التجاري. أمَّا عن التأمين التعاوني فهو يقوم على تبرعات يتم جمعها من مجموعة من المُشتركين بهدف استخدامها في مساعدة المُحتاجين. ولا يعود للمُشتركين من هذه التبرعات شيء، سواء رؤوس الأموال أو الأرباح أو أي عائد استثماري آخر. لأن هذه الأموال تعتبر تبرعات من المشتركين يرجي منها الثواب من الله لا الربح. وبالتالي فهذا النوع من التأمين ليس تجاريًّا. أمَّا النوع الآخر وهو التأمين التجاري فهو عقد بين شركة التأمين والمُستأمن. يقضي بأن يدفع المُستأمن مبلغ من المال في صورة أقساط مُحددة على أن يأخذ تعويض في حالة تحقق خطر معين. وتحصل شركة التأمين على أرباحها، أولًا: من الفرق بين الأقساط المدفوعة من عُملائها والتعويضات التي يتم أنفاقها في حالة تحقق الخطر، وثانيًا: من عوائد استثمارات الدخل. وفقاً للمعادلة الآتية: الربح = الأقساط المحصلة + استثمارات الدخل – الخسائر المحققة – مصروفات عملية التأمين. والتأمين التعاوني جائزٌ في الإسلام حيث يعتبر شكلٌ من أشكال التعاون على البر والتقوى والتصدق ومُساعدة الُمحتاجين والمنكوبين كما ورد في القرآن: ﴿وَتَعَأوَنُوا عَلَى البِرِّ وَالتَّقْوَى وَلاَ تَعَأوَنُوا عَلَى الإِثْمِ وَالْعُدْوَانِ﴾. وفي قول النبي: «واللهُ في عون العبد ما كان العبدُ في عون أخيه». ويعتبر عقد التأمين التعاوني عقد من عقود التبرعات لا عقد من عُقود المعاوضات كالتأمين التجاري.
أمَّا عن التأمين التجاري فقد أجمعت كُلُّ المجامع الفقهيَّة المُعتبرة في العالم العربي والإسلامي على حرمته وعدم جواز التعامل به بكافة صوره وأشكاله، ومن هذه المجامع، مجمع الفقه الإسلامي الدولي بجدة التابع لِمُنظمة المُؤتمر الإسلامي، والمجمع الفقهي بمكَّة التابع لرابطة العالم الإسلامي، والمجلس الأوروبي للإفتاء والبُحوث، ومجمع فقهاء الشريعة بأمريكا، وغيرها. وقد اجمع على ذلك أيضاً كبار فُقهاء الإسلام المُعاصرين باستثناء بعض الآراء الفرديَّة القليلة. ومن أشهر العُلماء الذين أفتوا بحُرمة التأمين التجاري: الشيخ الحنفي ابن عابدين، والشيخ جاد الحق علي جاد الحق شيخ الأزهر، والشيخ مُحمَّد ناصر الدين الألباني والشيخ مُحمَّد بن صالح العثيمين والشيخ ابن باز والدكتور يوسف القرضاوي. وقد جاء هذا التحريم بناء علي توافر عدة أشكال لمعاملات مالية محرمة في عقد التأمين، ومنها:
1. الغرر: حيث يُعتبر عقد التأمين التجاري من عُقود المعاوضات الماليَّة الاحتماليَّة التي لا يعلم المُستأمن فيها مقدار ما سوف يُعطيه أو يأخذه وقت العقد، فقد يدفع المُستأمن بعض الأقساط ثُمَّ يتحقق الخطر فيستحق ما التزمت به شركة التأمين، وقد يدفع جميع الأقساط ولا يتحقق الخطر فلا يأخذ شيئًا. وكذلك شركة التأمين لا تستطيع أن تُحدد في وقت العقد ما سوف تعطي أو تأخذ بالنسبة لِكُل عقدٍ بمُفرده. وهذه تُعتبر صورة من صُور الغرر الفاحش. وقد نهى النبيّ عن بيع الغرر كما في الحديث الصحيح.
2. المُقامرة: يترتب على عقد التأمين التجاري مُخاطرة ماليَّة لِكلا الطرفين، فقد يتضرر أحد الطرفين نتيجةً لِوقوع حادثٍ ليس هو المُتسبب فيه، بل إنَّهُ حادثٌ مبنيٌّ على الاحتمال المحض الذي يعد كِلا طرفيّ العقد في حالة جهالة تامَّة بمدى تحققه. ومع وُجود الجهالة التامَّة والمُخاطرة يُصبح العقد شكلٌ من أشكال المُقامرة ويدخل في عُموم النهي عن الميسر كما في ورد في القُرآن: ﴿يَا أَيُّهَا الَّذِينَ آمَنُوا إِنَّمَا الخَمْرُ وَالمَيْسِرُ وَالأَنصَابُ وَالأَزْلامُ رِجْسٌ مِّنْ عَمَلِ الشَّيْطَانِ فَاجْتَنِبُوهُ لَعَلَّكُمْ تُفْلِحُونَ﴾، واستفادة المُستأمن من عدمها في عُقود التأمين التجاري تُعتبر مسألة احتماليَّة كالقمار، فإن تحقق الخطر يحصل على قيمة التأمين وإذا لم يتحقق الخطر ضاع ماله.
3. الربا: يشتمل عقد التأمين التجاري من وجهة النظر الإسلاميَّة على نوعين من الربا، ربا الفضل وربا النسيئة. فإذا دفعت شركة التأمين نقودًا للمُستأمن أكثر مما دفع المُستأمن لها كان ذلك ربا فضل من ناحية وربا نسيئة من ناحية أخرى لأنَّ الشركة دفعت هذه المبالغ بعد فترة. أمَّا إذا دفعت شركة التأمين للمُستأمن مثل ما دفع، فيكون هذا ربا نسيئة فقط. وكِلا النوعين من الربا غير جائزين بإجماع علماء المسلمين. ويُعد التأمين التجاري من الربا الصريح حيث يتضمن مُقابلة نقود بنقود أكثر أو أقل منها.
4. أكل أموال الناس بالباطل: في حالة عدم تحقق الخطر تأخذ شركة التأمين أموال المُستأمن بلا مُقابل، أو العكس في حالة تحقق الخطر. وأخذ شيء بلا مُقابل في عُقود المُعاوضات التجاريَّة غير جائز شرعًا. ورد في القُرآن: ﴿يَا أَيُّهَا الَّذِينَ آمَنُوا لاَ تَأْكُلُوا أَمْوَالَكُم بَيْنَكُم بِالْبَاطِلِ﴾.
5. الإلزام بما لا يلزم شرعًا: إذ يُحرَّم عقد التأمين أيضًا لأنَّهُ يُلزم شركة التأمين بضمان خطر للمُستأمن ليست هي المُتسببة فيه وبالعودة إلى صورة الضمان في الفقه الإسلامي فإنَّهُ ليس لأحد أن يضمن مال غيره بالمثل أو بالقيمة إلَّا إذا كان قد استولى على هذا المال بغير حق أو أضاعهُ على صاحبه أو أفسد عليه الانتفاع به بحرق أو هدم أو بغيرها أو بالغرر أوالخيانة أو كفل أداء هذا المال. ولا تتحقق أيٌّ من هذه الحالات في عقد التأمين التجاري حيثُ أنَّ الشركة ليس لها دخلٌ في أيٍّ من هذه الخسائر لا بالمُباشرة ولا بالتسبب. كما أنَّ شركة التأمين لا تعد كفيلًا شرعيًّا.

### حواشٍ
- 1: الفُضولي فقهًا هو الشخص الذي يُقدم من تلقاء نفسه على إدارة شؤون الغير عن علمٍ، وبلا تفويضٍ، بقصد العمل لذلك الغير. بمعنى أن يُبادر الشخص، بصورةٍ شخصيَّةٍ وعفويَّةٍ، وبدون أي تكليف، إلى العمل، وهو مُدرك بأنَّهُ يقوم بعمله لمصلحة الغير. أمَّا إذا حصل أن قام بإدارة مُلك الغير، عن غير علمٍ، لاعتقاده أنه يُديرُ ملكه الخاص، وأدَّى ذلك إلى إثراء هذا الغير على حسابه، من دون سبب، فعندها يخرج العمل عن أحكام الفُضول.[99]

### باللُغة العربيَّة
1. 1 2 3  قاسم، مُحمَّد حسن (2007). العُقود المُسمَّاة: البيع - التأمين (الضمان) - الإيجار، دراسة مُقارنة. بيروت - لُبنان: منشورات الحلبي الحُقوقيَّة. ص. 455 - 457. {{استشهاد بكتاب}}: تحقق من التاريخ في: |سنة= (مساعدة)
2. ↑  شرف الدين، أحمد السعيد (1991). أحكام التأمين في القانون والقضاء (ط. الثالثة). الكويت العاصمة، الكويت: منشورات جامعة الكويت. ص. 8. {{استشهاد بكتاب}}: تحقق من التاريخ في: |سنة= (مساعدة)
3. ↑  الرَّاغب الأصفهاني، أبو القاسم الحُسين بن مُحمَّد؛ تحقيق مُحمَّد سيِّد الكيلاني (1985). المُفردات في غريب القُرآن (ط. الأولى). بيروت - لُبنان: دار المعرفة. ص. 25. {{استشهاد بكتاب}}: تحقق من التاريخ في: |سنة= (مساعدة)
4. ↑  قاموس المعاني: معنى تأمين في معجم المعاني الجامع نسخة محفوظة 17 يناير 2015 على موقع واي باك مشين.
5. 1 2 3  قاسم، مُحمَّد حسن (2007). العُقود المُسمَّاة: البيع - التأمين (الضمان) - الإيجار، دراسة مُقارنة. بيروت - لُبنان: منشورات الحلبي الحُقوقيَّة. ص. 459 - 461. {{استشهاد بكتاب}}: تحقق من التاريخ في: |سنة= (مساعدة)
6. ↑  البدراوي، عبدُ المنعم السعيد (1963). عقد التأمين: الأحكام العامَّة. ص. 13. {{استشهاد بكتاب}}: تحقق من التاريخ في: |سنة= (مساعدة)
7. ↑  مُرسي، مُحمَّد كامل (1938). العُقود المدنيَّة الصغيرة (ط. الثانية). القاهرة - مصر: مطبعة فتح الله إلياس نوري. ص. 545. {{استشهاد بكتاب}}: تحقق من التاريخ في: |سنة= (مساعدة)
8. ↑  عرفه، مُحمَّد علي (1950). شرح القانون المدني الجديد في التأمين والعُقود الصغيرة (ط. الثانية). القاهرة - مصر: مطبعة فؤاد الأوَّل. ص. 11. {{استشهاد بكتاب}}: تحقق من التاريخ في: |سنة= (مساعدة)
9. ↑  المهدي، نزيه مُحمَّد الصَّادق (1990). عقد التأمين. القاهرة - مصر: دار النهضة العربيَّة. ص. 30. {{استشهاد بكتاب}}: تحقق من التاريخ في: |سنة= (مساعدة)
10. ↑  المهدي، نزيه مُحمَّد الصَّادق (1990). عقد التأمين. القاهرة - مصر: دار النهضة العربيَّة. ص. 39. {{استشهاد بكتاب}}: تحقق من التاريخ في: |سنة= (مساعدة)
11. ↑  قاسم، مُحمَّد حسن (2007). العُقود المُسمَّاة: البيع - التأمين (الضمان) - الإيجار، دراسة مُقارنة. بيروت - لُبنان: منشورات الحلبي الحُقوقيَّة. ص. 465. {{استشهاد بكتاب}}: تحقق من التاريخ في: |سنة= (مساعدة)
12. ↑  قاسم، مُحمَّد حسن (2007). العُقود المُسمَّاة: البيع - التأمين (الضمان) - الإيجار، دراسة مُقارنة. بيروت - لُبنان: منشورات الحلبي الحُقوقيَّة. ص. 463 - 464. {{استشهاد بكتاب}}: تحقق من التاريخ في: |سنة= (مساعدة)
13. ↑  موقع الجيش اللُبناني: مجلة الجيش - العدد 340؛ عقد التأمين (الضمان) وأبرز أحكامه ومشاكله. إعداد: د. نادر عبد العزيز شافي، مُحامٍ بالاستئناف نسخة محفوظة 05 ديسمبر 2014 على موقع واي باك مشين.
14. ↑  المؤسسة العامَّة للتأمينات الاجتماعيَّة في الجُمهوريَّة العربيَّة السوريَّة: خصائص عقد التأمين. بقلم زياد الخطيب، مُعاون المدير العام، ومُدير الشؤون القانونيَّة نسخة محفوظة 07 يناير 2018 على موقع واي باك مشين.
15. ↑  شركة التأمين الرئيسيَّة بالجُمهوريَّة الإسلاميَّة الإيرانيَّة: قانون التأمين نسخة محفوظة 12 أغسطس 2013 على موقع واي باك مشين.
16. ↑  قاسم، مُحمَّد حسن (2007). العُقود المُسمَّاة: البيع - التأمين (الضمان) - الإيجار، دراسة مُقارنة. بيروت - لُبنان: منشورات الحلبي الحُقوقيَّة. ص. 466. {{استشهاد بكتاب}}: تحقق من التاريخ في: |سنة= (مساعدة)
17. ↑  البدراوي، عبدُ المنعم السعيد (1963). عقد التأمين: الأحكام العامَّة. ص. 31. {{استشهاد بكتاب}}: تحقق من التاريخ في: |سنة= (مساعدة)
18. 1 2 3 4  قاسم، مُحمَّد حسن (2007). العُقود المُسمَّاة: البيع - التأمين (الضمان) - الإيجار، دراسة مُقارنة. بيروت - لُبنان: منشورات الحلبي الحُقوقيَّة. ص. 468. {{استشهاد بكتاب}}: تحقق من التاريخ في: |سنة= (مساعدة)
19. 1 2  "Today and History:The History of Equitable Life". 26 يونيو 2009. مؤرشف من الأصل في 2010-08-15. اطلع عليه بتاريخ 2009-08-16.
20. ↑  لُطفي، مُحمَّد حُسام (1990). الأحكام العامَّة لِعقد التأمين: دراسة مُقارنة بين القانونين المصري والفرنسي (ط. الثانية). القاهرة - مصر: دار النهضة العربيَّة. ص. 11. {{استشهاد بكتاب}}: تحقق من التاريخ في: |سنة= (مساعدة)
21. ↑  قاسم، مُحمَّد حسن (2007). العُقود المُسمَّاة: البيع - التأمين (الضمان) - الإيجار، دراسة مُقارنة. بيروت - لُبنان: منشورات الحلبي الحُقوقيَّة. ص. 469 - 470. {{استشهاد بكتاب}}: تحقق من التاريخ في: |سنة= (مساعدة)
22. ↑  فرج، توفيق (دون تاريخ). أحكام الضمان (التأمين) في القانون اللُبناني. بيروت - لُبنان: الدار الجامعيَّة. ص. 29. {{استشهاد بكتاب}}: تحقق من التاريخ في: |سنة= (مساعدة)
23. ↑  عطا الله، برهام (1984). التأمين من الوجهة القانونيَّة، ومُذيَّل بِدراسة عن التأمين والشريعة. بيروت - لُبنان: مؤسسة الثقافة الجامعيَّة. ص. 55. {{استشهاد بكتاب}}: تحقق من التاريخ في: |سنة= (مساعدة)
24. 1 2 3 4 5  قاسم، مُحمَّد حسن (2007). العُقود المُسمَّاة: البيع - التأمين (الضمان) - الإيجار، دراسة مُقارنة. بيروت - لُبنان: منشورات الحلبي الحُقوقيَّة. ص. 473 - 478. {{استشهاد بكتاب}}: تحقق من التاريخ في: |سنة= (مساعدة)
25. ↑  الهيئة العامَّة المصريَّة للرقابة الماليَّة: التطور التاريخي لِسُوق التأمين في مصر نسخة محفوظة 11 سبتمبر 2017 على موقع واي باك مشين.
26. ↑  قانون الضمان الاجتماعي اللُبناني كما هو معدل لغاية 1/7/2001 نسخة محفوظة 11 ديسمبر 2014 على موقع واي باك مشين.
27. ↑  شؤون جنوبيَّة، العدد 90 تشرين الأوَّل 2009. بقلم نبيل سرور نسخة محفوظة 05 مارس 2016 على موقع واي باك مشين.
28. ↑  الجريدة الرسميَّة اللُبنانيَّة، العدد 20. تاريخ: 7 تمّوز 1977
29. ↑  مجلَّة الجيش اللُبناني: العدد 215، أيَّار 2003. مفاعيل التأمين الإلزامي بدأت اعتباراً من نيسان والشركات الضامنة تتجه إلى التسوية مع حملة البوالص. تحقيق: تريز منصور نسخة محفوظة 10 ديسمبر 2014 على موقع واي باك مشين.
30. ↑  الموقع الرسمي لِشركة الكُويت للتأمين: عن الشركة نسخة محفوظة 08 يناير 2018 على موقع واي باك مشين. [وصلة مكسورة]
31. ↑  المؤسسة العامَّة للتأمينات الاجتماعيَّة في الكُويت: نبذة تعريفيَّة نسخة محفوظة 08 يناير 2018 على موقع واي باك مشين.
32. ↑  عمليات الكشف الخاصة بقانون Dodd-Frank إعداد التقارير بموجب الفقرة 1504 نسخة محفوظة 24 سبتمبر 2015 على موقع واي باك مشين. [وصلة مكسورة]
33. ↑  قاسم، مُحمَّد حسن (2007). العُقود المُسمَّاة: البيع - التأمين (الضمان) - الإيجار، دراسة مُقارنة. بيروت - لُبنان: منشورات الحلبي الحُقوقيَّة. ص. 470. {{استشهاد بكتاب}}: تحقق من التاريخ في: |سنة= (مساعدة)
34. ↑  قاسم، مُحمَّد حسن (2007). العُقود المُسمَّاة: البيع - التأمين (الضمان) - الإيجار، دراسة مُقارنة. بيروت - لُبنان: منشورات الحلبي الحُقوقيَّة. ص. 479. {{استشهاد بكتاب}}: تحقق من التاريخ في: |سنة= (مساعدة)
35. ↑  شرف الدين، أحمد السعيد (1991). أحكام التأمين في القانون والقضاء (ط. الثالثة). الكويت العاصمة، الكويت: منشورات جامعة الكويت. ص. 45. {{استشهاد بكتاب}}: تحقق من التاريخ في: |سنة= (مساعدة)
36. ↑  شرف الدين، أحمد السعيد (1991). أحكام التأمين في القانون والقضاء (ط. الثالثة). الكويت العاصمة، الكويت: منشورات جامعة الكويت. ص. 47. {{استشهاد بكتاب}}: تحقق من التاريخ في: |سنة= (مساعدة)
37. ↑  لُطفي، مُحمَّد حُسام (1990). الأحكام العامَّة لِعقد التأمين: دراسة مُقارنة بين القانونين المصري والفرنسي (ط. الثانية). القاهرة - مصر: دار النهضة العربيَّة. ص. 44. {{استشهاد بكتاب}}: تحقق من التاريخ في: |سنة= (مساعدة)
38. ↑  العطير، عبدُ القادر (1995). التأمين البرّي في التشريع الأُردني. عمَّان - الأردن: دار الثقافة للنشر والتوزيع. ص. 53. {{استشهاد بكتاب}}: تحقق من التاريخ في: |سنة= (مساعدة)
39. 1 2 3 4  قاسم، مُحمَّد حسن (2007). العُقود المُسمَّاة: البيع - التأمين (الضمان) - الإيجار، دراسة مُقارنة. بيروت - لُبنان: منشورات الحلبي الحُقوقيَّة. ص. 482 - 484. {{استشهاد بكتاب}}: تحقق من التاريخ في: |سنة= (مساعدة)
40. ↑  البدراوي، عبدُ المنعم السعيد (1963). عقد التأمين: الأحكام العامَّة. ص. 20. {{استشهاد بكتاب}}: تحقق من التاريخ في: |سنة= (مساعدة)
41. ↑  المهدي، نزيه مُحمَّد الصَّادق (1990). عقد التأمين. القاهرة - مصر: دار النهضة العربيَّة. ص. 54. {{استشهاد بكتاب}}: تحقق من التاريخ في: |سنة= (مساعدة)
42. ↑  العطير، عبدُ القادر (1995). التأمين البرّي في التشريع الأُردني. عمَّان - الأردن: دار الثقافة للنشر والتوزيع. ص. 54. {{استشهاد بكتاب}}: تحقق من التاريخ في: |سنة= (مساعدة)
43. ↑  فرج، توفيق (دون تاريخ). أحكام الضمان (التأمين) في القانون اللُبناني. بيروت - لُبنان: الدار الجامعيَّة. ص. 255. {{استشهاد بكتاب}}: تحقق من التاريخ في: |سنة= (مساعدة)
44. ↑  البدراوي، عبدُ المنعم السعيد (1963). عقد التأمين: الأحكام العامَّة. ص. 37. {{استشهاد بكتاب}}: تحقق من التاريخ في: |سنة= (مساعدة)
45. ↑  المهدي، نزيه مُحمَّد الصَّادق (1990). عقد التأمين. القاهرة - مصر: دار النهضة العربيَّة. ص. 57. {{استشهاد بكتاب}}: تحقق من التاريخ في: |سنة= (مساعدة)
46. ↑  أبو السُعود، رمضان (1994). المُوجز في شرح العُقود المُسماة، عُقود البيع والمُقايضة والتأمين. بيروت - لُبنان: الدار الجامعيَّة. ص. 435.
47. ↑  قاسم، مُحمَّد حسن (2007). العُقود المُسمَّاة: البيع - التأمين (الضمان) - الإيجار، دراسة مُقارنة. بيروت - لُبنان: منشورات الحلبي الحُقوقيَّة. ص. 488. {{استشهاد بكتاب}}: تحقق من التاريخ في: |سنة= (مساعدة)
48. ↑  أبو السُعود، رمضان (1994). المُوجز في شرح العُقود المُسماة، عُقود البيع والمُقايضة والتأمين. بيروت - لُبنان: الدار الجامعيَّة. ص. 445.
49. ↑  شرف الدين، أحمد السعيد (1991). أحكام التأمين في القانون والقضاء (ط. الثالثة). الكويت العاصمة، الكويت: منشورات جامعة الكويت. ص. 29. {{استشهاد بكتاب}}: تحقق من التاريخ في: |سنة= (مساعدة)
50. 1 2  قاسم، مُحمَّد حسن (2007). العُقود المُسمَّاة: البيع - التأمين (الضمان) - الإيجار، دراسة مُقارنة. بيروت - لُبنان: منشورات الحلبي الحُقوقيَّة. ص. 490. {{استشهاد بكتاب}}: تحقق من التاريخ في: |سنة= (مساعدة)
51. ↑  لُطفي، مُحمَّد حُسام (1990). الأحكام العامَّة لِعقد التأمين: دراسة مُقارنة بين القانونين المصري والفرنسي (ط. الثانية). القاهرة - مصر: دار النهضة العربيَّة. ص. 31. {{استشهاد بكتاب}}: تحقق من التاريخ في: |سنة= (مساعدة)
52. ↑  العطَّار، عبدُ الناصر توفيق (1394هـ - 1974م). أحكام التأمين في القانون المدني والشريعة الإسلاميَّة. ص. 15. {{استشهاد بكتاب}}: تحقق من التاريخ في: |سنة= (مساعدة)
53. ↑  قاسم، مُحمَّد حسن (2007). العُقود المُسمَّاة: البيع - التأمين (الضمان) - الإيجار، دراسة مُقارنة. بيروت - لُبنان: منشورات الحلبي الحُقوقيَّة. ص. 492. {{استشهاد بكتاب}}: تحقق من التاريخ في: |سنة= (مساعدة)
54. 1 2 3  فرج، توفيق (دون تاريخ). أحكام الضمان (التأمين) في القانون اللُبناني. بيروت - لُبنان: الدار الجامعيَّة. ص. 277. {{استشهاد بكتاب}}: تحقق من التاريخ في: |سنة= (مساعدة)
55. ↑  شرف الدين، أحمد السعيد (1991). أحكام التأمين في القانون والقضاء (ط. الثالثة). الكويت العاصمة، الكويت: منشورات جامعة الكويت. ص. 277. {{استشهاد بكتاب}}: تحقق من التاريخ في: |سنة= (مساعدة)
56. ↑  شرف الدين، أحمد السعيد (1991). أحكام التأمين في القانون والقضاء (ط. الثالثة). الكويت العاصمة، الكويت: منشورات جامعة الكويت. ص. 33. {{استشهاد بكتاب}}: تحقق من التاريخ في: |سنة= (مساعدة)
57. ↑  المهدي، نزيه مُحمَّد الصَّادق (1990). عقد التأمين. القاهرة - مصر: دار النهضة العربيَّة. ص. 80. {{استشهاد بكتاب}}: تحقق من التاريخ في: |سنة= (مساعدة)
58. ↑  العطير، عبدُ القادر (1995). التأمين البرّي في التشريع الأُردني. عمَّان - الأردن: دار الثقافة للنشر والتوزيع. ص. 64. {{استشهاد بكتاب}}: تحقق من التاريخ في: |سنة= (مساعدة)
59. ↑  لُطفي، مُحمَّد حُسام (1990). الأحكام العامَّة لِعقد التأمين: دراسة مُقارنة بين القانونين المصري والفرنسي (ط. الثانية). القاهرة - مصر: دار النهضة العربيَّة. ص. 26. {{استشهاد بكتاب}}: تحقق من التاريخ في: |سنة= (مساعدة)
60. ↑  شرف الدين، أحمد السعيد (1991). أحكام التأمين في القانون والقضاء (ط. الثالثة). الكويت العاصمة، الكويت: منشورات جامعة الكويت. ص. 25. {{استشهاد بكتاب}}: تحقق من التاريخ في: |سنة= (مساعدة)
61. ↑  أبو السُعود، رمضان (1994). المُوجز في شرح العُقود المُسماة، عُقود البيع والمُقايضة والتأمين. بيروت - لُبنان: الدار الجامعيَّة. ص. 476.
62. ↑  لُطفي، مُحمَّد حُسام (1990). الأحكام العامَّة لِعقد التأمين: دراسة مُقارنة بين القانونين المصري والفرنسي (ط. الثانية). القاهرة - مصر: دار النهضة العربيَّة. ص. 37. {{استشهاد بكتاب}}: تحقق من التاريخ في: |سنة= (مساعدة)
63. 1 2  المهدي، نزيه مُحمَّد الصَّادق (1990). عقد التأمين. القاهرة - مصر: دار النهضة العربيَّة. ص. 63. {{استشهاد بكتاب}}: تحقق من التاريخ في: |سنة= (مساعدة)
64. ↑  حُسين، مُحمَّد عبد الظاهر (1995). عقد التأمين "مشروعيته - آثاره - إنهاؤه". القاهرة - مصر: دار النهضة العربيَّة. ص. 52. ISBN:9770412716. {{استشهاد بكتاب}}: تحقق من التاريخ في: |سنة= (مساعدة)
65. ↑  قاسم، مُحمَّد حسن (2007). العُقود المُسمَّاة: البيع - التأمين (الضمان) - الإيجار، دراسة مُقارنة. بيروت - لُبنان: منشورات الحلبي الحُقوقيَّة. ص. 502. {{استشهاد بكتاب}}: تحقق من التاريخ في: |سنة= (مساعدة)
66. ↑  لُطفي، مُحمَّد حُسام (1990). الأحكام العامَّة لِعقد التأمين: دراسة مُقارنة بين القانونين المصري والفرنسي (ط. الثانية). القاهرة - مصر: دار النهضة العربيَّة. ص. 39. {{استشهاد بكتاب}}: تحقق من التاريخ في: |سنة= (مساعدة)
67. ↑  العطير، عبدُ القادر (1995). التأمين البرّي في التشريع الأُردني. عمَّان - الأردن: دار الثقافة للنشر والتوزيع. ص. 503 - 509. {{استشهاد بكتاب}}: تحقق من التاريخ في: |سنة= (مساعدة)
68. ↑  لُطفي، مُحمَّد حُسام (1990). الأحكام العامَّة لِعقد التأمين: دراسة مُقارنة بين القانونين المصري والفرنسي (ط. الثانية). القاهرة - مصر: دار النهضة العربيَّة. ص. 306. {{استشهاد بكتاب}}: تحقق من التاريخ في: |سنة= (مساعدة)
69. ↑  إبراهيم، جلال مُحمَّد (1989). التأمين وفقًا للقانون الكُويتي: دراسة مُقارنة مع القانونين المصري والفرنسي. الكُويت العاصمة - الكُويت: مطبوعات جامعة الكويت. ص. 125. {{استشهاد بكتاب}}: تحقق من التاريخ في: |سنة= (مساعدة)
70. ↑  السنهوري، عبدُ الرزَّاق (2000). الوسيط في شرح القانون المدني الجديد، الجُزء السَّابع (ط. الثالثة). بيروت - لُبنان: منشورات الحلبي الحُقوقيَّة. ص. 1378. {{استشهاد بكتاب}}: تحقق من التاريخ في: |سنة= (مساعدة)
71. ↑  قاسم، مُحمَّد حسن (2007). العُقود المُسمَّاة: البيع - التأمين (الضمان) - الإيجار، دراسة مُقارنة. بيروت - لُبنان: منشورات الحلبي الحُقوقيَّة. ص. 517 - 530. {{استشهاد بكتاب}}: تحقق من التاريخ في: |سنة= (مساعدة)
72. ↑  شركات التأمين ومدى تأثيرها الاقتصادي والاجتماعي. تأليف: عبد السلام العدس. 2010م [وصلة مكسورة] نسخة محفوظة 24 فبراير 2020 على موقع واي باك مشين.
73. ↑  قاسم، مُحمَّد حسن (2007). العُقود المُسمَّاة: البيع - التأمين (الضمان) - الإيجار، دراسة مُقارنة. بيروت - لُبنان: منشورات الحلبي الحُقوقيَّة. ص. 532. {{استشهاد بكتاب}}: تحقق من التاريخ في: |سنة= (مساعدة)
74. ↑  السنهوري، عبدُ الرزَّاق (2000). الوسيط في شرح القانون المدني الجديد، الجُزء السَّابع (ط. الثالثة). بيروت - لُبنان: منشورات الحلبي الحُقوقيَّة. ص. 1167. {{استشهاد بكتاب}}: تحقق من التاريخ في: |سنة= (مساعدة)
75. ↑  قاسم، مُحمَّد حسن (2007). العُقود المُسمَّاة: البيع - التأمين (الضمان) - الإيجار، دراسة مُقارنة. بيروت - لُبنان: منشورات الحلبي الحُقوقيَّة. ص. 533 - 534. {{استشهاد بكتاب}}: تحقق من التاريخ في: |سنة= (مساعدة)
76. ↑  شرف الدين، أحمد السعيد (1991). أحكام التأمين في القانون والقضاء (ط. الثالثة). الكويت العاصمة، الكويت: منشورات جامعة الكويت. ص. 127. {{استشهاد بكتاب}}: تحقق من التاريخ في: |سنة= (مساعدة)
77. ↑  السنهوري، عبدُ الرزَّاق (2000). الوسيط في شرح القانون المدني الجديد، الجُزء السَّابع (ط. الثالثة). بيروت - لُبنان: منشورات الحلبي الحُقوقيَّة. ص. 1173. {{استشهاد بكتاب}}: تحقق من التاريخ في: |سنة= (مساعدة)
78. ↑  قاسم، مُحمَّد حسن (2007). العُقود المُسمَّاة: البيع - التأمين (الضمان) - الإيجار، دراسة مُقارنة. بيروت - لُبنان: منشورات الحلبي الحُقوقيَّة. ص. 336. {{استشهاد بكتاب}}: تحقق من التاريخ في: |سنة= (مساعدة)
79. ↑  قاسم، مُحمَّد حسن (2007). العُقود المُسمَّاة: البيع - التأمين (الضمان) - الإيجار، دراسة مُقارنة. بيروت - لُبنان: منشورات الحلبي الحُقوقيَّة. ص. 538 - 539. {{استشهاد بكتاب}}: تحقق من التاريخ في: |سنة= (مساعدة)
80. ↑  الأهواني، حُسامُ الدين كامل (1975). المبادئ العامَّة للتأمين. القاهرة - مصر: دار النهضة العربيَّة. ص. 121.
81. 1 2  البدراوي، عبدُ المنعم السعيد (1963). عقد التأمين: الأحكام العامَّة. ص. 127. {{استشهاد بكتاب}}: تحقق من التاريخ في: |سنة= (مساعدة)
82. ↑  شرف الدين، أحمد السعيد (1991). أحكام التأمين في القانون والقضاء (ط. الثالثة). الكويت العاصمة، الكويت: منشورات جامعة الكويت. ص. 137. {{استشهاد بكتاب}}: تحقق من التاريخ في: |سنة= (مساعدة)
83. ↑  المهدي، نزيه مُحمَّد الصَّادق (1990). عقد التأمين. القاهرة - مصر: دار النهضة العربيَّة. ص. 233. {{استشهاد بكتاب}}: تحقق من التاريخ في: |سنة= (مساعدة)
84. ↑  شرف الدين، أحمد السعيد (1991). أحكام التأمين في القانون والقضاء (ط. الثالثة). الكويت العاصمة، الكويت: منشورات جامعة الكويت. ص. 170. {{استشهاد بكتاب}}: تحقق من التاريخ في: |سنة= (مساعدة)
85. ↑  لُطفي، مُحمَّد حُسام (1990). الأحكام العامَّة لِعقد التأمين: دراسة مُقارنة بين القانونين المصري والفرنسي (ط. الثانية). القاهرة - مصر: دار النهضة العربيَّة. ص. 132. {{استشهاد بكتاب}}: تحقق من التاريخ في: |سنة= (مساعدة)
86. ↑  إبراهيم، جلال مُحمَّد (1989). التأمين وفقًا للقانون الكُويتي: دراسة مُقارنة مع القانونين المصري والفرنسي. الكُويت العاصمة - الكُويت: مطبوعات جامعة الكويت. ص. 261. {{استشهاد بكتاب}}: تحقق من التاريخ في: |سنة= (مساعدة)
87. ↑  شرف الدين، أحمد السعيد (1991). أحكام التأمين في القانون والقضاء (ط. الثالثة). الكويت العاصمة، الكويت: منشورات جامعة الكويت. ص. 232. {{استشهاد بكتاب}}: تحقق من التاريخ في: |سنة= (مساعدة)
88. ↑  عبدُ الودود، يحيى (1963). التأمين على الحياة. القاهرة - مصر: مكتبة القاهرة الحديثة. ص. 92. {{استشهاد بكتاب}}: تحقق من التاريخ في: |سنة= (مساعدة)
89. 1 2 3  موقع الشيخ علاءُ الدين الزعتري: الآثار الاقتصادية للتأمين نسخة محفوظة 22 أبريل 2017 على موقع واي باك مشين. [وصلة مكسورة]
90. 1 2 3  الجريدة الاقتصاديَّة: دور التأمين في الاستقرار الاجتماعي والاقتصادي. بقلم: صلاح جفارة، مُدير إدارة التدريب في الغرفة التجارية في الرياض نسخة محفوظة 16 ديسمبر 2016 على موقع واي باك مشين. [وصلة مكسورة]
91. ↑  جريدة الرياض الإلكترونيَّة: المملكة تحتل المرتبة الأخيرة من حيث الثقة في شركات التأمين نسخة محفوظة 07 يناير 2018 على موقع واي باك مشين.
92. ↑  أسئلة من الكتاب المُقدَّس وأجوبتها: هل يجدر بالمؤمن أن يحصل على وثائق تأمين؟ نسخة محفوظة 08 يناير 2018 على موقع واي باك مشين.
93. ↑  إسلام ويب، مركز الفتوى: لا منافاة بين التوكل والتأمين التعاوني التكافلي نسخة محفوظة 31 مايو 2009 على موقع واي باك مشين.
94. ↑  إسلام ويب، مركز الفتوى: المجامع الفقهية مجمعة على عدم جواز التأمين التجاري نسخة محفوظة 26 يونيو 2009 على موقع واي باك مشين.
95. ↑  إسلام ويب، مركز الفتوى: قرار المجمع الفقهي بشأن التأمين بجميع أنواعه نسخة محفوظة 11 سبتمبر 2009 على موقع واي باك مشين.
96. ↑  إسلام ويب، مركز الفتوى: حكم نظام التأمين وحكم التأمين على الصحة نسخة محفوظة 07 يناير 2018 على موقع واي باك مشين.
97. ↑  طريقُ الإسلام: ما حكم شركات التأمين؟ بقلم الشيخ مشهور حسن سلمان نسخة محفوظة 08 يناير 2018 على موقع واي باك مشين.
98. ↑  جامعة الإيمان: التأمين أنواع وأحكام. بقلم عبد الوهَّاب بن مهيوب مُرشد الشرعبي نسخة محفوظة 07 يناير 2018 على موقع واي باك مشين.
99. ↑  مجلَّة الجيش اللُبناني - العدد 215. الفُضول تعريفه وشُروطه وآثاره. إعداد: رُلى صفير نسخة محفوظة 18 ديسمبر 2014 على موقع واي باك مشين.

### بِلُغاتٍ أجنبيَّة
1. ↑  Planiol، Marcel F.؛ Ripert، Georges (1932). Traité pratique de droit civil français. ج. Tome II. ص. 1252.
2. ↑  Hémard، Joseph (1924). Théorie et pratique des assurances terrestres. impr. Contant-Laguerre. ج. 1. ص. 73.
3. ↑  See, e.g., Vaughan, E. J., 1997, Risk Management, New York: Wiley.
4. ↑  "Lex Rhodia: The Ancient Ancestor of Maritime Law - 800 BC". مؤرشف من الأصل في 2019-03-23.
5. ↑  J. Franklin, The Science of Conjecture: Evidence and Probability Before Pascal (Baltimore: Johns Hopkins University Press, 2001), 274-277.
6. ↑  Histoire des Institutions D'Assurance en France. By P. J. Richard. Paris, Editions de L'Argus, 1956. p. 8
7. ↑  Dickson (1960): 4
8. ↑  Dickson (1960): 7
9. ↑  Palmer، Sarah (October 2007). "Lloyd, Edward (c.1648–1713)". Oxford Dictionary of National Biography. Oxford University Press. DOI:10.1093/ref:odnb/16829. مؤرشف من الأصل في 24 ديسمبر 2014. اطلع عليه بتاريخ 16 شُباط (فبراير) 2011. {{استشهاد ويب}}: تحقق من التاريخ في: |تاريخ الوصول= (مساعدة)
10. ↑  Anzovin, Steven, Famous First Facts 2000, item # 2422, H. W. Wilson Company, ISBN 0-8242-0958-3 p. 121 The first life insurance company known of record was founded in 1706 by the Bishop of Oxford and the financier Thomas Allen in London, England. The company, called the Amicable Society for a Perpetual Assurance Office, collected annual premiums from policyholders and paid the nominees of deceased members from a common fund.
11. ↑  Amicable Society, The charters, acts of Parliament, and by-laws of the corporation of the Amicable Society for a perpetual assurance office, Gilbert and Rivington, 1854, p. 4
12. ↑  Howstuffworks: How Health Insurance Works نسخة محفوظة 30 مارس 2010 على موقع واي باك مشين.
13. ↑  "Encarta: Health Insurance". مؤرشف من الأصل في 2009-11-01.
14. ↑  E. P. Hennock, The Origin of the Welfare State in England and Germany, 1850–1914: Social Policies Compared (2007)
15. ↑  Hermann Beck, Origins of the Authoritarian Welfare State in Prussia, 1815-1870 (1995)
16. ↑  The Cabinet Papers 1915-1982: National Health Insurance Act 1911. The National Archives, 2013. Retrieved 30 June 2013. نسخة محفوظة 31 أكتوبر 2016 على موقع واي باك مشين.
17. ↑  Bentley B. Gilbert, British social policy, 1914-1939 (1970)
18. ↑  "The McCarran-Ferguson Act: A History of Insurance". مؤرشف من الأصل في 31 مارس 2017. اطلع عليه بتاريخ 20 حُزيران (يونيو) 2013. {{استشهاد ويب}}: تحقق من التاريخ في: |تاريخ الوصول= (مساعدة)
19. ↑  Randall S. (1998). Insurance Regulation in the United States: Regulatory Federalism and the National Association of Insurance Commissioners. FLORIDA STATE UNIVERSITY LAW REVIEW. نسخة محفوظة 14 فبراير 2015 على موقع واي باك مشين. [وصلة مكسورة]
20. ↑  J Schacht, B Foudree. (2007). A Study on State Authority: Making a Case for Proper Insurance Oversight. NCOIL نسخة محفوظة 04 فبراير 2016 على موقع واي باك مشين. [وصلة مكسورة]
21. ↑  Insurance Regulation in the United States: Regulatory Federalism and the National Association of Insurance Commissioners; Susan Randall; Florida State University Law Review, Vol. 26:625, 1999
22. ↑  The Dodd-Frank Act, Pub.L 111-203, H.R. 4173
23. ↑  Insurance Industry Implications of the Dodd-Frank Act; Willkie, Farr & Gallagher, LLP; A Decent Start, Financial Reform in America, The Economist, July 2010.
24. ↑  C. J. Campbell, L. Goldberg, A. Rai. (2003). The Impact of the European Union Insurance Directives on Insurance Company Stocks. The Journal of Risk and Insurance. نسخة محفوظة 23 نوفمبر 2017 على موقع واي باك مشين.
25. ↑  Haurant S. (2005). FSA takes on insurance regulation. The Guardian. نسخة محفوظة 15 ديسمبر 2008 على موقع واي باك مشين.
26. ↑  Adams J. (2012). The impact of changing regulation on the insurance industry. Financial Services Authority. "نسخة مؤرشفة" (PDF). مؤرشف من الأصل في 2018-10-05. اطلع عليه بتاريخ 2014-12-06.{{استشهاد ويب}}:  صيانة الاستشهاد: BOT: original URL status unknown (link)
27. ↑  Lloyds. (2012). Reforming UK insurance contract law. نسخة محفوظة 24 ديسمبر 2017 على موقع واي باك مشين.
28. ↑  M. Picard et A. Besson, Les assurances terrestres en droit français, t. 1, 4e éd., 1975. p 14
29. ↑  M. Picard et A. Besson, Les assurances terrestres en droit français, t. 1, 4e éd., 1975. p 707
30. ↑  M. Picard et A. Besson, Les assurances terrestres en droit français, t. 1, 4e éd., 1975. p 708
31. ↑  "Jewish Association for Business Ethics – Insurance". مؤرشف من الأصل في 2014-12-22. اطلع عليه بتاريخ 2008-03-25.
32. ↑  Rubinkam، Michael (5 أكتوبر 2006). "Amish Reluctantly Accept Donations". The Washington Post. مؤرشف من الأصل في 2018-09-27. اطلع عليه بتاريخ 2008-03-25.
33. ↑  Donald B. Kraybill (1989). The riddle of Amish culture. ص. 277. ISBN:0-8018-3682-4. مؤرشف من الأصل في 2021-10-19.
34. ↑  "Global Anabaptist Mennonite Encyclopedia Online, Insurance". مؤرشف من الأصل في 2013-05-13. اطلع عليه بتاريخ 2010-01-18.

## اقرأ أيضًا
| - تأمين على الحياة - تأمين على ممتلكات - تعويضات البطالة - تأمين ضد البطالة | - صاحب بوليصة تأمين - ارتكاب فعل ضار - قوة قاهرة - تاريخ سريان المفعول |

## وصلات خارجيَّة
- تقارير لِمصلحة البُحوث الكونغريسيَّة حول صناعة التأمين في الولايات المُتحدة الأمريكيَّة. (بالإنجليزية)
- اتحاد الاتحادات الأوروپيَّة لِمُواجهة المخاطر. (بالإنجليزية)
- تأمين على مشروع الدليل المفتوح
- مكتب التأمين في كندا (بالإنجليزية)
- مؤسسة المعلومات التأمينيَّة. (بالإنجليزية)
- متحف التأمين – يعرضُ آلاف بوالص التأمين القديمة. (بالإنجليزية)
- الاتحاد الوطني لِمُفوضي التأمين. (بالإنجليزية)
- المكتبة البريطانيَّة – معلوماتٌ أساسيَّة عن انطلاق نظام التأمين الحديث. (بالإنجليزية)